# Europa-Park
Pour les articles homonymes, voir Europa.
Ne doit pas être confondu avec Europark.
Europa-Park est un parc d'attractions à thèmes et un complexe de loisirs situé à Rust dans l'eurodistrict de Strasbourg Ortenau en Allemagne, à égale distance des villes de Fribourg-en-Brisgau et Strasbourg. Fondé par la famille Mack (détentrice de l'entreprise Mack Rides), il a été inauguré le 12 juillet 1975.
Le parc comporte 59 attractions et dispose d'un complexe hôtelier avec un total de 5 800 lits ; il s'agit du plus grand parc à thèmes et complexe hôtelier d'Allemagne,. Le parc aquatique Rulantica complète le resort depuis son ouverture fin 2019.
Avec 3 millions d'entrées en 2021 et 2,5 millions d'entrées en 2020, année de la pandémie de Covid, Europa-Park se place en 3e position des parcs d'attractions les plus visités en Europe, derrière le parc Disneyland et Efteling, qui se positionne en tête en 2020. Avec 5,7 millions d'entrées en 2019, il se place alors en 2e position derrière le parc Disneyland.
Il est élu de 2014 à 2022 meilleur parc de loisirs du monde par le magazine américain de référence Amusement Today. Il est l'un des parcs à thème d'Europe à avoir été distingué par un Thea Classic Awards, décerné par la Themed Entertainment Association.

## Histoire

### Contexte et fondation
Créé par Franz Mack dirigeant de l'entreprise Mack Rides GmbH & Co et par son fils Roland Mack, Europa-Park ouvre ses portes le 12 juillet 1975, à Rust, dans le Bade-Wurtemberg, en Allemagne. Au cœur de la cité badoise, il s'agit à l'origine d'un petit parc sur 16 hectares servant de vitrine à l'entreprise pour présenter ses différentes créations d'attractions. Le parc attire 250 000 visiteurs pendant la première année d'ouverture et 500 000 la suivante.

### Zones thématiques et croissance
Le parc est divisé en quartiers thématiques, chacun représentant un pays.
En 1978, le nombre de visiteurs atteint le million.

#### Années 1980
Europa-Park intègre en 1980 le château de Rust qui était à côté du parc. En 1982, le parc ouvre officiellement au public son premier quartier thématique européen : le quartier italien. Au fil des années, le parc s'étoffera de nouvelles attractions dans de nouveaux quartiers. En 1984 sont construites les premières montagnes russes du parc : Alpenexpress Enzian. Ils sont 1,2 million à passer les portes du parc de loisirs cette année-là. Les terrains de la famille Mack s'étendent sur 36 hectares en 1985.
Après une progression constante durant les années 1980, le parc, comme Alton Towers et Phantasialand, atteint les deux millions de visiteurs en 1991, se classant, au niveau européen, derrière Efteling (2,7 millions) et devant Walibi Wavre et le parc Astérix (1,4 million d'entrées).

#### Années 1990
En 1993, le directeur adjoint d'Efteling de l'époque, Reinoud van Assendelft de Coningh, a l'idée de créer une collaboration d'importants parcs d'attractions européens non concurrents compte tenu de leur situation géographique. En 1993, Great European Theme Parks est fondé en réponse à l'arrivée d'Euro Disneyland. Ses membres sont Europa-Park, Alton Towers, le parc Astérix, Efteling et Liseberg.
En 1995 est inauguré le premier hôtel à l'occasion des vingt ans du parc : l'hôtel El-Andaluz. En 1999, Europa-Park atteint les trois millions de visiteurs. Le parc atteint alors un total de 50 millions de visiteurs depuis sa création. La propriété foncière se répartit alors sur 62 hectares.

#### Années 2000
En 2000, le parc investit dans des montagnes russes aquatiques appelées Poseidon. Il ouvre pour la première fois pendant la saison hivernale 2001, de fin novembre à début janvier. En 2002 ouvre Silver Star, des hyper montagnes russes.
En trente ans, 420 millions d'euros ont été dépensés par les propriétaires du parc. L'entreprise administratrice du parc emploie, en 2005, 2 800 personnes et l'activité du parc est la source de quelque 8 000 emplois indirects dans la région de Fribourg-en-Brisgau.
En 2007, la fréquentation d'Europa-Park atteint pour la première fois les quatre millions. En mai 2008, après huit ans de négociations, les dirigeants du parc terminent l'acquisition de 15 hectares supplémentaires, la surface des terrains atteignant 85 hectares. Sur cette extension se greffe, en 2009, le nouveau circuit de montagnes russes à propulsion et inversions, Blue Fire Megacoaster.

#### Années 2010
L'année suivante, le parc atteint le total de 82 millions de visiteurs depuis sa création. Deux années plus tard, il acquiert un parcours de montagnes russes en bois du nom de Wodan - Timburcoaster. L'édition 2013 du compte rendu de la Themed Entertainment Association réalisé par Aecom rapporte que « contrairement à ce dont on pouvait s'attendre, l'ouverture de la nouvelle saison hivernale d'Europa-Park s'est révélée un formidable attrait pour les visiteurs. L'ouverture hivernale est devenue un stimulant pour la croissance avec près de 500 000 visiteurs rien que pour cette période. La proportion de primo-visiteurs était en réalité plus élevée en hiver qu'en été 2013. » Avec des résultats en berne du complexe Disneyland Paris, le rapport de cette année présente un changement particulièrement intéressant : le remplacement du parc Walt Disney Studios par Europa-Park, devenu le deuxième parc thématique le plus visité en Europe,,.
Le parc, les parkings, la zone hôtelière, les coulisses et le centre logistique se répartissent, en 2014, sur 95 ha construits (soit près d'1 million de mètres carrés),.
En 2014, Europa-Park est doté des premières montagnes russes suspendues motorisées provenant de l'entreprise Mack Rides. Il s'agit d'une nouveauté mondiale pour Europa-Park et le constructeur allemand. Europa-Park reçoit son cent-millionième visiteur. La fréquentation dépasse pour la première fois les 5 millions de visiteurs annuels.
Europa-Park fête ses quarante ans en 2015. À cette occasion, le parc inaugure Traumzeit-Dome, un cinéma à 360° présentant le film Beautiful Europe, qui célèbre la beauté de l'Europe. La Themed Entertainment Association classe Europa-Park au 21e rang mondial et deuxième en Europe, avec 5,5 millions de visiteurs et une augmentation de fréquentation de 10 %. Le parc a récemment augmenté son offre d'hébergement et en a également profité. Au cours des dix dernières années, ce parc a connu une croissance annuelle moyenne d'environ 3,4 %, ce qui témoigne d'une grande constance.
En juin 2017, Europa-Park ouvre Voletarium, simulateur de type Flying theater permettant aux spectateurs d'avoir la sensation de voler au-dessus de monuments européens avec des effets tels que du vent, la brume ou encore des odeurs. L'année 2017 se termine sur une affluence record estimée à 5,7 millions de visiteurs. Fin 2017, le parc cumule 110 millions de visiteurs depuis son ouverture en 1975.
Le samedi 26 mai 2018 en fin de journée, un incendie se déclenche dans l'attraction Piraten in Batavia du quartier néerlandais. Il se propage au reste de l'attraction et à une partie du quartier scandinave. Le feu mobilise 500 secouristes de la région, dont 250 pompiers. Les 25 000 personnes présentes dans le parc sont évacuées,. Le parc rouvre ses portes dès le lendemain. Détruite dans l'incendie, Piraten in Batavia sera reconstruite en conservant les mêmes thèmes et design.
Le chantier terminé, le quartier scandinave — reconstruit pratiquement à l'identique — est inauguré le 23 juillet 2019,. Europa-Park remporte en 2019, pour la sixième année consécutive, un Golden Ticket Award dans la catégorie « meilleur parc d'attractions », lors d'une remise de prix organisée par le magazine américain Amusement Today, spécialiste des parcs de loisirs. Le parc allemand est primé pour ses attractions variées et pour la diversité de l'offre dans les domaines de la restauration et de l'hébergement,,,.
Le complexe aquatique Rulantica ouvre au public en novembre 2019. Après avoir accueilli 5,72 millions de visiteurs en 2018, le nombre d'entrées atteint 5,75 millions en 2019.

#### Années 2020
Le parc reçoit en 2020 un Thea Award pour Snorri Touren dans la catégorie réalisation avec budget restreint,. Cette saison est marquée par la pandémie de Covid-19. Europa-Park se classe en 3e position quant à la fréquentation en Europe. Efteling est alors le plus visité, devant le parc Disneyland. L'analyse du rapport 2020 de la Themed Entertainment Association souligne que la fréquentation du parc a baissé de 56,5 %. La moyenne mondiale se chiffre à 67,2 % et à 66 % en Europe. En 2020, l'Allemagne et les Pays-Bas sont touchés plus tard dans l'année, ce qui permet aux parcs de recevoir du public — principalement national — pendant la haute saison estivale.
En 2020 et 2021, Europa-Park se place en 3e position des parcs d'attractions les plus visités en Europe avec respectivement 2,5 millions et 3 millions d'entrées. Le parc Disneyland et Efteling se relaient sur la première marche du podium. La Themed Entertainment Association précise que « Europa-Park et Efteling se sont démarqués [en 2021] avec plus de 3 millions de visiteurs, rivalisant avec Disneyland Paris ».
Le resort composé du parc et de Rulantica passe la barre des six millions de visiteurs en 2022.
Depuis 2022, Mack Rides construit son tout premier stryker coaster, Voltron Nevera, dans le quartier croate nouvellement créé entre la Russie et la Grèce. L'ouverture est prévue pour 2024.
Un important incendie conduit à l'évacuation de 25 000 visiteurs le 19 juin 2023 en début de soirée. Celui-ci détruit l'attraction Le monde magique des diamants en totalité, et partiellement Alpenexpress Enzian, premier coaster du parc, et Tiroler Wildwasserbahn ainsi que les boutiques Bazar Espagnol et Grotte des pierres précieuses. Le projet de reconstruction débute immédiatement, avec une réouverture espérée au plus tard en 2024.

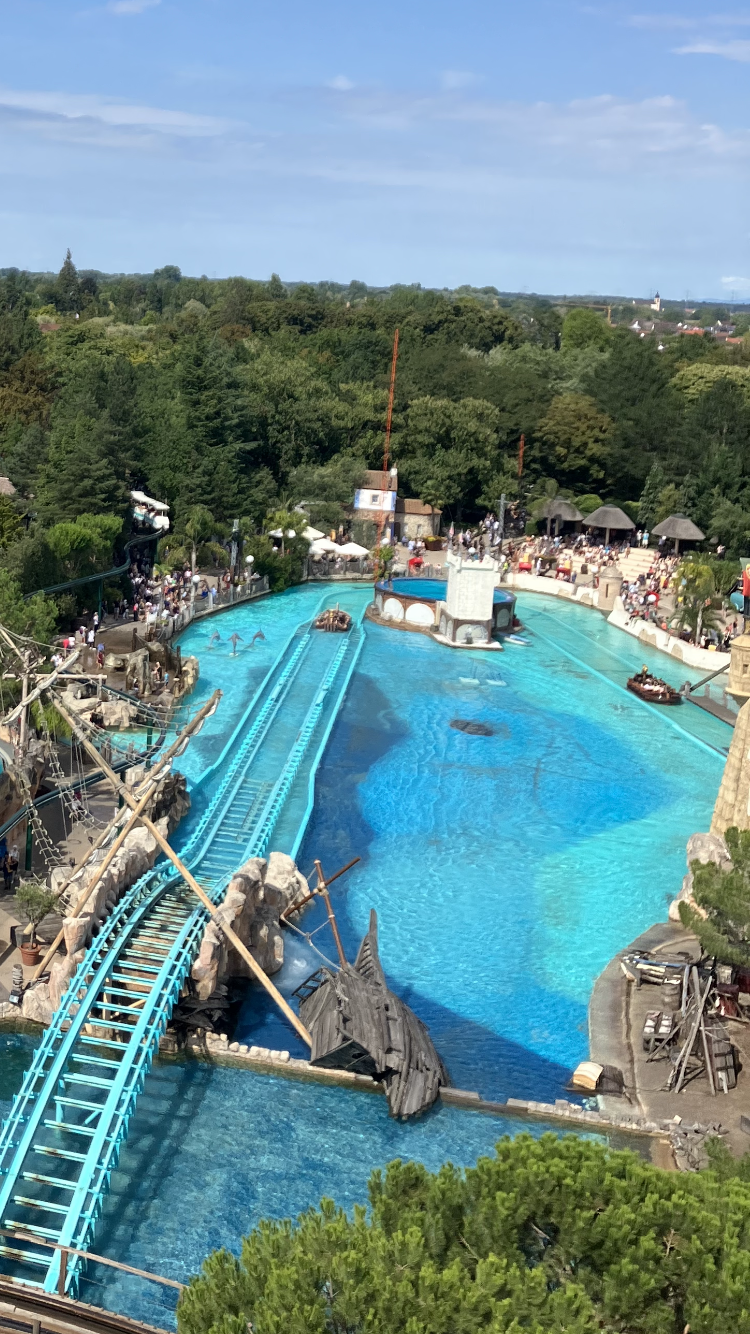
La scène du spectacle de plongeons acrobatiques Retorno dos Piratas (située au fond du lac) la veille de son effondrement le 13 août 2023, photographié depuis l’attraction Atlantica SuperSplash.

Le 14 août 2023 vers 17 heures, la scène et le bassin du spectacle de plongeons acrobatiques « Retorno dos Piratas » s'effondrent alors qu'une dizaine d’athlètes effectuent des cascades avec des sauts depuis une échelle de 25 mètres de haut dans une piscine surélevée de 3,20 m de fond. Une partie du décors est également tombée sur le parcours de l’attraction Atlantica SuperSplash, immobilisant plusieurs visiteurs du parc sur les rails. L'accident fait sept blessés : cinq artistes et deux visiteurs. Trois sont envoyés à l’hôpital, selon la police allemande qui a ouvert une enquête.
En avril 2024, deux incidents techniques majeurs sont recensés. Le 5 avril, l'attraction Blue Fire Megacoaster effectue subitement un retour en arrière, obligeant les visiteurs à évacuer la structure à pied. Quelques jours plus tard, le 10 avril, c'est l'Atlantica SuperSplash qui subit un arrêt soudain en pleine course, immobilisant un train sur le circuit.
Le 11 septembre 2024, aux alentours de 13 heures, un incident technique survient sur l’attraction Blue Fire Megacoaster. Le train de montagnes russes se retrouve bloqué à son point culminant, à 38 mètres d’altitude, après avoir échoué à franchir la première montée en raison d’une énergie insuffisante lors du lancement. Les équipes d’Europa-Park interviennent rapidement en déployant une plateforme élévatrice afin de rassurer les visiteurs et assurer leur sécurité. Après 30 minutes d’immobilisation, le train est remis en mouvement en reculant vers la zone de départ, où les passagers ont pu enfin descendre.

## Identité visuelle et sonore
Le logo actuel est déposé en 2003. Il montre le mot EUROPA PARK surmonté de trois étoiles volantes dont les pointes imitent les mouvements d'ailes.
En juillet 2011, un CD instrumental est diffusé, afin de donner une identité musicale au parc. L'œuvre est composée par Hendrik Schwarzer (de) et interprétée par l'Orchestre philharmonique de Biélorussie sous la direction du chef d'orchestre Bernard Fabuljan. Le morceau le plus important de la composition est appelé « Flying fanfare » en référence aux étoiles volantes du logo du parc. Les autres morceaux en sont pour la plupart des variations. Ils sont entendus dans diverses zones du parc et utilisés dans les publicités.
Depuis 1982, Ed Euromaus, la mascotte principale du parc donne un spectacle sur la scène de plein air du quartier italien (Welcome le matin et Goodbye le soir). Depuis 2016 a lieu un spectacle enfantin avec Ed Euromaus et ses amis dans le quartier irlandais. En 2017, un film pour enfants avec la souris mascotte est projeté dans la Bibliothèque Grimm.

## Localisation, accès
Europa-Park s'étend sur 95 hectares sur la commune allemande de Rust. Le Rhin, frontière avec la France se situe à 2,5 km à vol d'oiseau.
Le parc se trouve en Allemagne, à proximité de la France et non loin de la Suisse. La sortie 57b de la Bundesautobahn 5 permet l'accès quasi direct au parc par voie routière.
L'aéroport de Strasbourg-Entzheim est à 60 km, celui de Bâle-Mulhouse-Fribourg à 100 km et celui de Karlsruhe-Baden-Baden à 75 km.
La gare ferroviaire la plus proche se trouve à Ringsheim (notamment desservie par des TGV la reliant à Paris et Bordeaux via Strasbourg). Des trains métroRhin (RER) Strasbourg Offenbourg Ringsheim circulent chaque jour toutes les heures.  De là, des bus assurent des liaisons jusqu'au parc en 5 min. 
Les lignes 271 et 531 du réseau Fluo Grand Est, relient le parc à Strasbourg et Sélestat. Europa-Park est également accessible en bus longue distance avec FlixBus. Les liaisons 007 (Zurich - Hambourg), 008 (Fribourg - Tübingen) et 011 (Constance - Sarrebruck) s'arrêtent à environ 100 m de l'entrée principale.

## Hébergement et transport

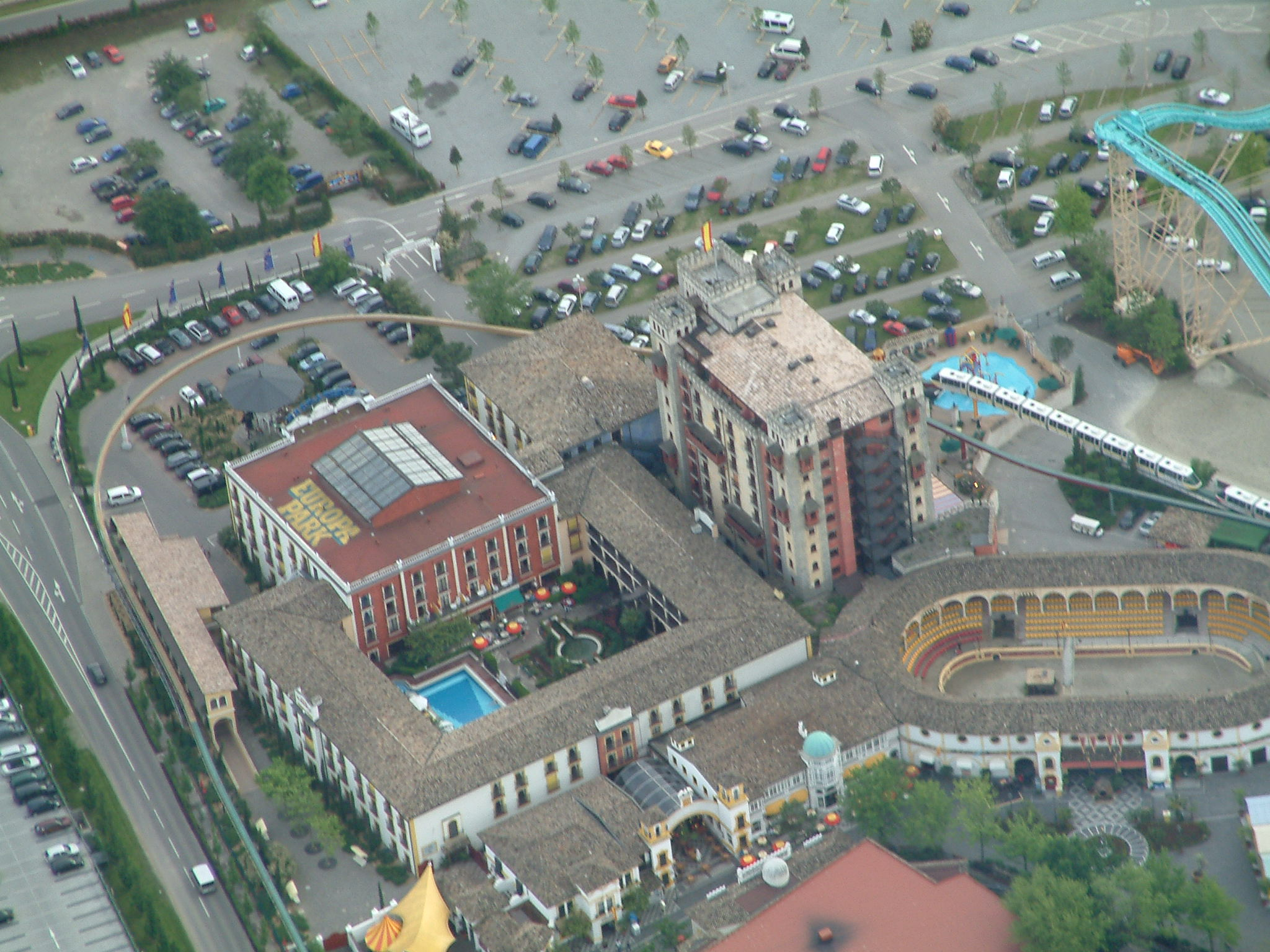
Hôtels El Andaluz (à gauche) et Castillo Alcazar (à droite).

Depuis les années 1990, Europa-Park développe constamment son offre hôtelière. Il est le plus grand complexe hôtelier d'Allemagne avec deux hôtels 4 étoiles et trois hôtels 4 étoiles supérieur, un camping-caravaning et un village de tipis. La capacité du complexe hôtelier dépasse 4 500 lits. La capacité totale — en incluant l'hôtel Krønasår du complexe aquatique Rulantica — atteint 5 800 lits.
La Themed Entertainment Association considère le resort d'Europa-Park comme le deuxième resort européen en 2016 derrière Disneyland Paris affichant un total de 13,37 millions de visiteurs. Ce dernier dispose de deux parcs de loisirs et de 5 800 chambres. Le parc allemand dispose alors de 953 chambres. Il est suivi par le complexe espagnol PortAventura World disposant de deux parcs de loisirs et d'un troisième alors en construction ainsi que de 2 100 chambres.

### Déplacements dans le parc
Un service de navettes relie le parc aquatique et l'hôtel Krønasår à Europa-Park, aux autres hôtels et à la gare de Ringsheim/Europa-Park.
Divers moyens de locomotion sont accessibles aux visiteurs d'Europa-Park :
Panoramabahn (train panoramique) fait le tour du parc en quinze minutes. Cinq trains circulent sur le parcours d'une longueur de 3,5 km, jalonné de quatre gares. La voie ferrée est à l'écartement de 60 cm. Chance Morgan a fourni cette réplique à voie étroite (610 mm) du C. P. Huntington (en).
De son côté, le monorail EP-Express transporte 100 personnes sur un circuit de 2,5 km. La promenade dure une dizaine de minutes à une hauteur de six mètres. Avec une vitesse de maximum 30 km/h, trois trains de type Mk II circulent : le Strasbourg-Paris, le Fribourg-Berlin et le Bâle-Berne. L'écartement de voie représente 550 mm. Ce type de transport provenant du manufacturier Von Roll était utilisé lors des expositions universelles. Les trois trains ont d'ailleurs été construits pour l'exposition spécialisée de 1988 à Brisbane, où ils ont été exploités avant d'entrer en service à Rust en 1995,,. Le parcours de l'EP-Express est jalonné de quatre gares : Alexanderplatz (ouverte en 1997), Hotel Resort (en 2004), Spagne (en 1995) et Olymp (en 2001).

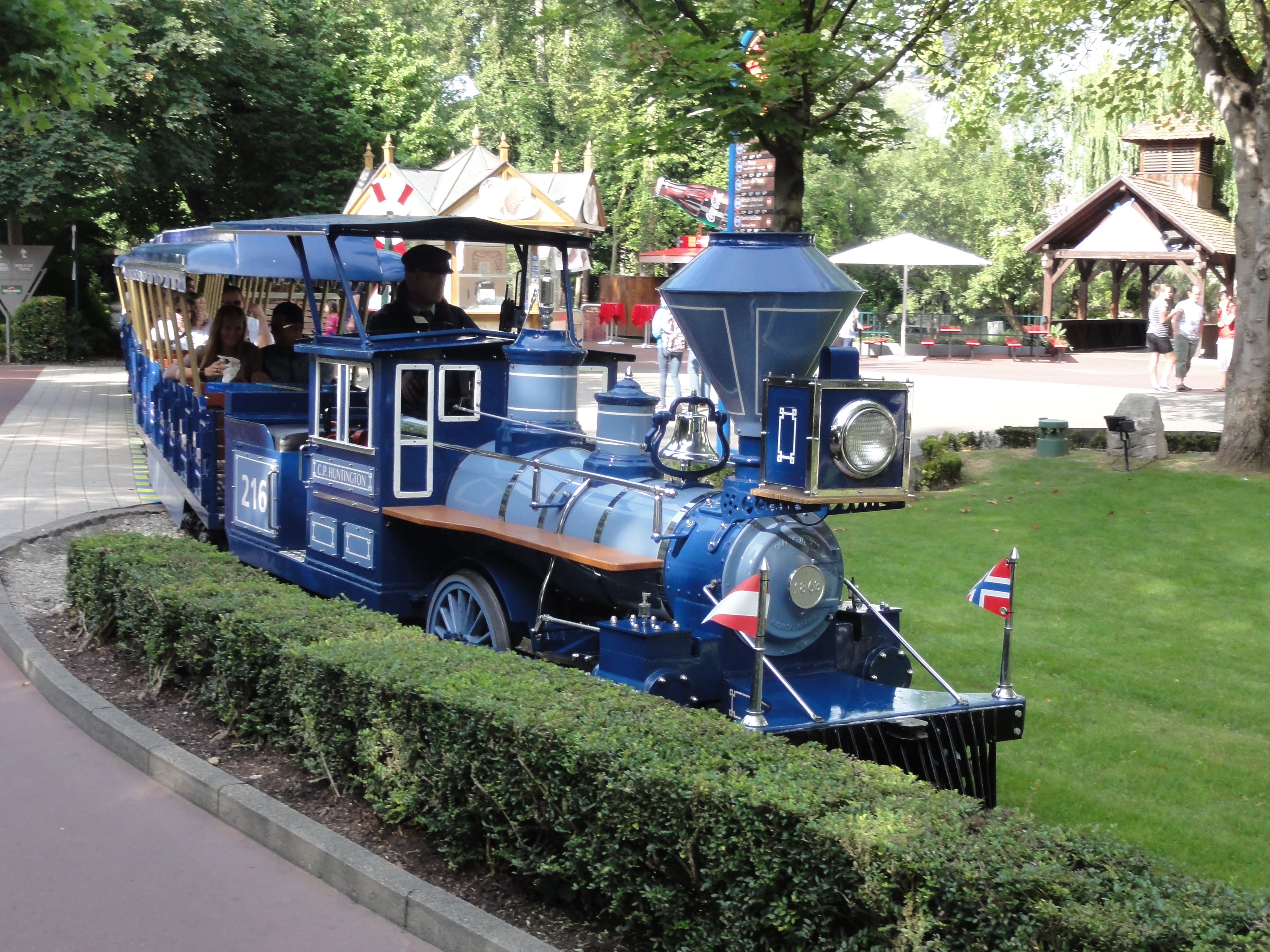
Panoramabahn
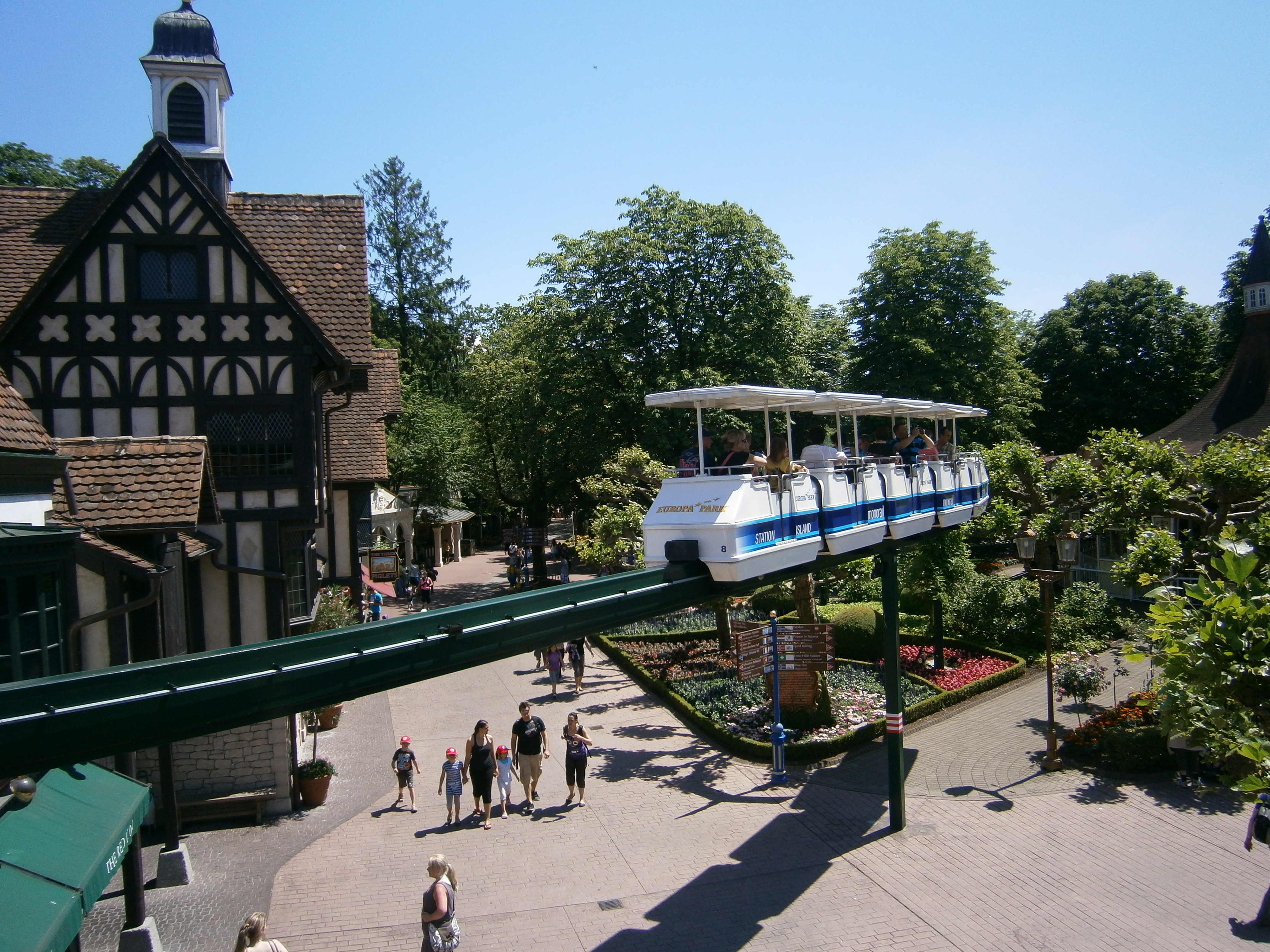
Le Monorail dans le quartier britannique
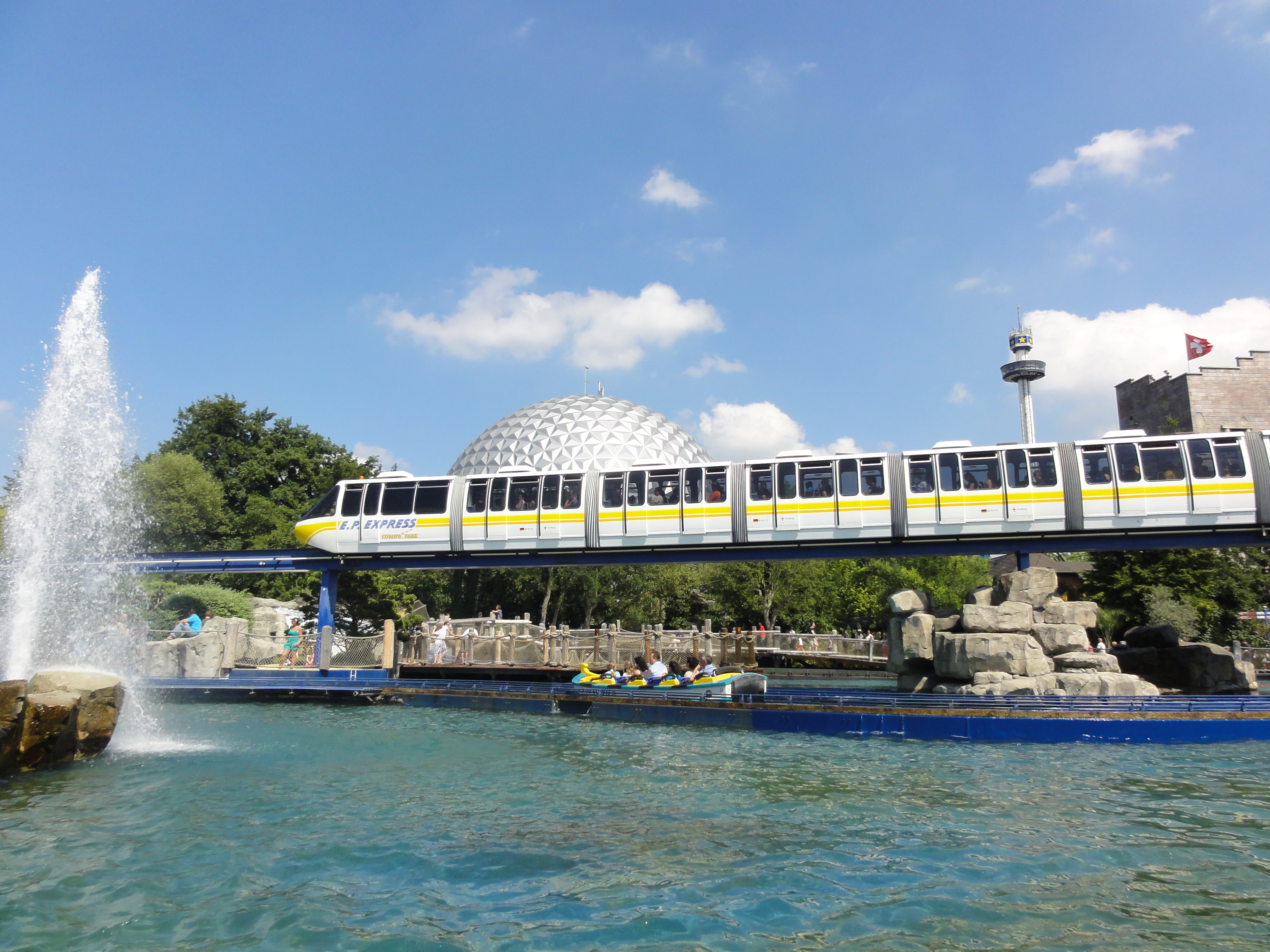
EP-Express

## Zones thématiques
Le parc est divisé en 20 zones thématiques, dont 17 sont des pays ou régions européens conçus pour être aussi authentiques et typiques du pays que possible. Ils sont destinés à donner aux visiteurs le sentiment de pouvoir découvrir plusieurs pays européens en une journée.

### Les quartiers européens
Le quartier italien est le premier quartier créé, en 1982. Sa piazza est bordée d'évocations des architectures de styles Renaissance et Baroque, avec foison d'arcs, de colonnes, d'arcades et de fontaines. La fontaine di Paradiso se trouve sur un lac entouré de pins et de cyprès. Le spectacle de variété du Teatro dell'Arte s'y trouve également. Le quartier comporte deux parcours scéniques : Castello dei Medici et Piccolo Mondo, anciennement Ciao Bambini, ainsi qu'un circuit aérien Volo Da Vinci : des véhicules suspendus à un monorail, avec des évocations des inventions de Léonard de Vinci (maquettes, animations).
Le quartier néerlandais ouvre en 1984 ; l'année suivante, le manège de tasses Koffiekopjes aux couleurs de la faïence de Delft y est construit. Sur trois hectares, il héberge des mini scooter, un théâtre pour enfants et différentes structures de plaine de jeux. L'attraction principale de ce quartier est la visite en parcours scénique de Piraten in Batavia.
En 1988, une superficie de cinquante ares est consacrée au quartier britannique, qui ouvre sous le nom de Victoria Square. En 2006, le quartier est réaménagé et agrandi. L'Angleterre est montrée sous un nouvel angle avec des bâtiments de style Tudor. Cette zone propose des spectacles dans la réplique du Théâtre du Globe londonien, ainsi que The British Carousel du XIXe siècle, Silverstone-Piste et les Footballscooter de l’Arena of Football. Cette dernière abrite différentes activités sur le thème du football sous son dôme construit selon les plans de Richard Buckminster Fuller.
Le cœur du quartier français est constitué d'un plan d'eau sur lequel est construite une scène de spectacles. Sur les deux côtés, s'élèvent des façades inspirées des immeubles parisiens, avec des commerces et des restaurants. La partie jouxtant le quartier suisse est construite dans le style alsacien. Deux attractions majeures se trouvent dans ce quartier : les montagnes russes Silver Star et Eurosat - CanCan Coaster sur le thème du Moulin-Rouge.
Le quartier autrichien date de 1992 mais ses racines remontent à 1976 avec la construction du Seehaus Restaurant. Le quartier rassemble de nombreux éléments qui rappellent les paysages d'Autriche. Les attractions Alpenexpress Enzian et Tiroler Wildwasserbahn évoquent les montagnes tyroliennes. En 2022, le quartier est doté de l'ancienne attraction des radeaux de la jungle, nouvellement thématisée sur l'univers de l'impératrice Josefina.
Le quartier scandinave (Danemark, Norvège, Suède et Finlande) comprend des maisons en bois typiques de ces terres du Nord de l'Europe, alignées au bord d'un torrent tumultueux. Cette zone comporte la rivière du Fjord Rafting, le parcours scénique Snorri Touren et Vindjammer, référence au grand voilier en fer homonyme.

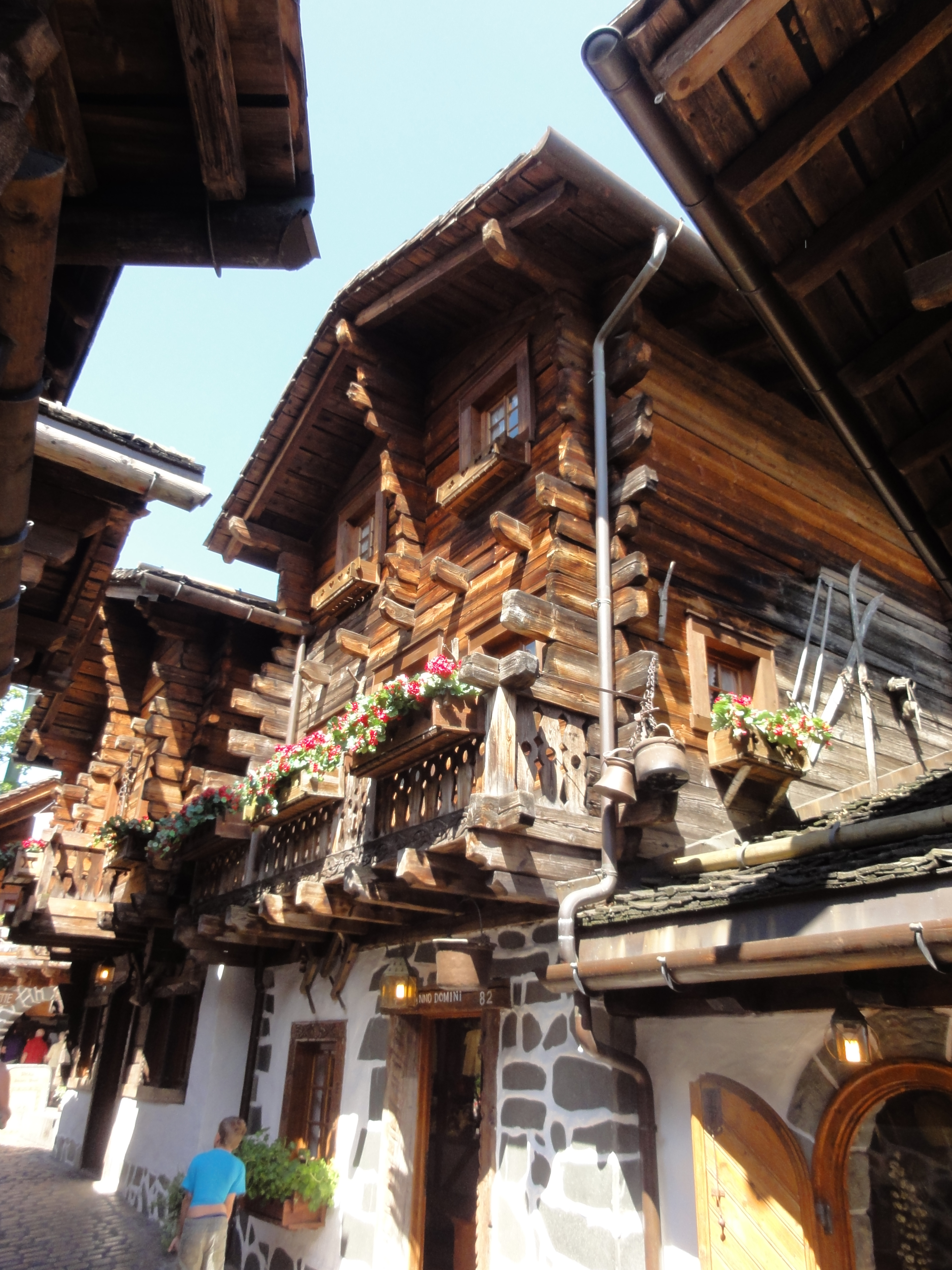
Le village suisse.

Le quartier suisse est inspiré du village de montagnes valaisan de Grimentz, avec un vieux moulin à aubes et des chalets typiques en bois de sapin et granit. Le quartier propose les circuits de Schweizer Bobbahn et de Matterhorn-Blitz et le manège Jungfrau-Gletscherflieger. En 2016, une nouvelle maison s'inspirant du film Une cloche pour Ursli ouvre ses portes.
Le quartier espagnol avec façades blanches avec des petites tours, portails et balcons mauresques évoquent particulièrement Séville la capitale de l'Andalousie, tout comme les faïences murales (azulejos). Cette zone accueille le spectacle équestre présenté par Mario Luraschi.
Le quartier allemand est composé de deux parties. D'une part, l'entrée et l'allée allemande. Cette zone comporte la gare de l'EP-Express, inspirée de l'Alexanderplatz. La fontaine de la réunion exécutée en 1996 par l'artiste français Philippe André est installée devant l'entrée. La grande allée allemande est l'artère commerciale du parc par laquelle la majorité des visiteurs passe. Cette rue, bordée de façades conçues selon différentes architectures typiques des régions allemandes, propose aussi Voletarium juste à gauche après l'entrée principale. D'autre part, le quartier allemand inclut le parc du château, construit en 1442.
La Russie est évoquée par les coupoles dorées des églises orthodoxes mais aussi par l'attraction Euro-Mir, un circuit de montagnes russes tournoyantes. À son entrée est installée une reproduction de la station spatiale Mir qui permet de poursuivre le thème de la conquête de l’espace. Le quartier accueille aussi des artisans traditionnels.

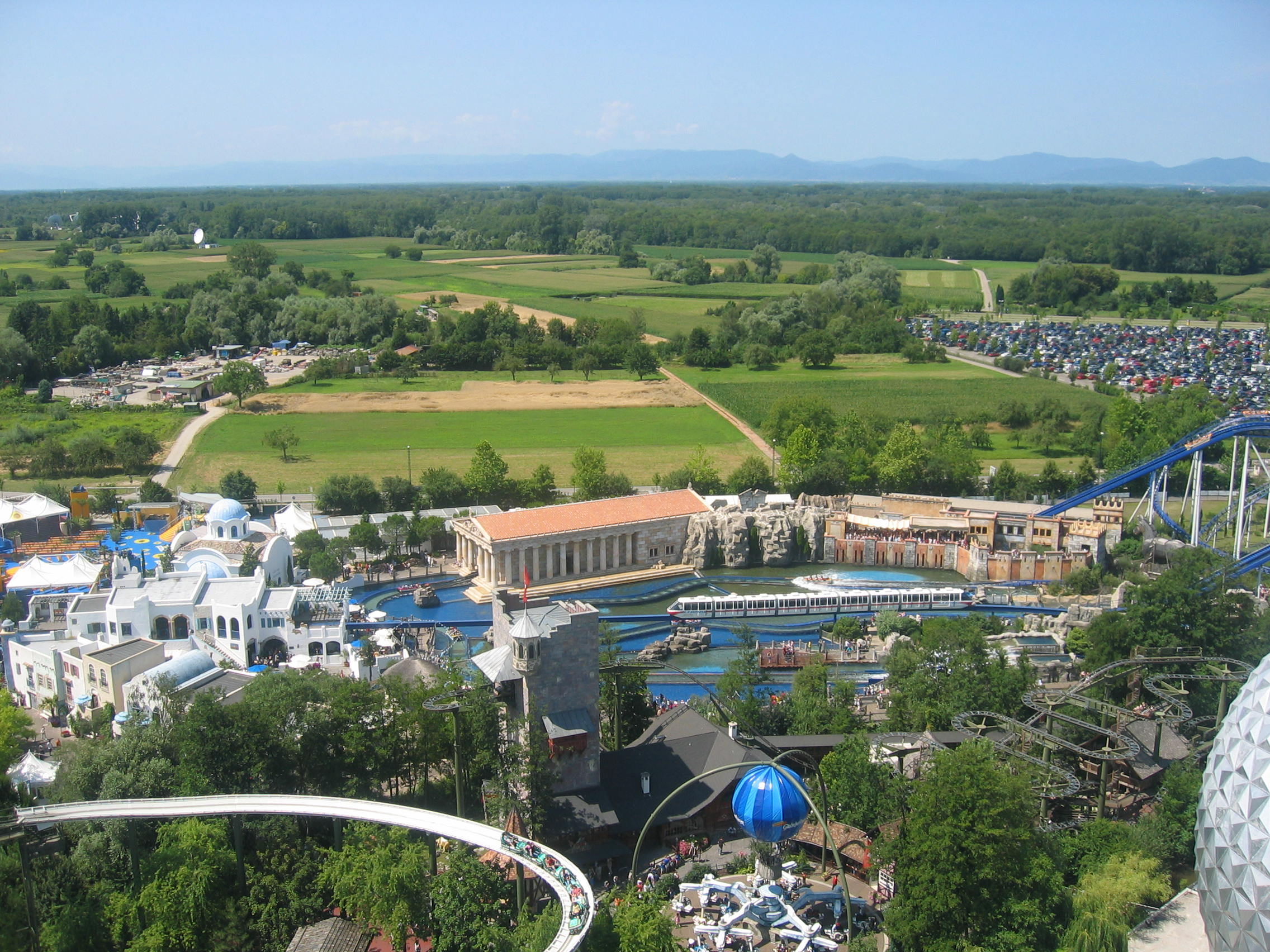
Vue sur le quartier grec.

Les montagnes russes aquatiques Poseidon et les décors de l'ancienne cité de Troie dominent le village grec s'inspirant de l'architecture de Mykonos et construit au début des années 2000. Le lieu sert d'hôte à l'attraction de type Mad House Fluch der Kassandra. En 2006, le quartier accueille Pegasus, un parcours de montagnes russes familiales de type youngSTAR coaster. En 2007, le parc ajoute l'attraction Abenteuer Atlantis et inclut dans ce quartier Flug des Ikarus, un manège de montgolfières, qui déménage en 2022.
Le Portugal est surtout pour Europa-Park la porte de l'Atlantique depuis 2005 avec l'attraction Atlantica SuperSplash offrant aux visiteurs de partir sur les traces des grands marins et explorateurs. Le quartier portugais est réalisé l'année suivante avec l'ajout de l'épave de la Santa María en 2006.
Le quartier dédié à l'Islande est situé derrière les quartiers portugais et scandinave, dans une nouvelle extension du parc. Le quartier recrée un petit village de pêcheurs avec des maisons aux façades colorées et accueille, depuis le début des années 2010, le parcours de montagnes russes à propulsion et à inversions Blue Fire Megacoaster, le splash battle Whale Adventures – Nothern Lights ainsi que les montagnes russes en bois Wodan - Timburcoaster sur le thème de la mythologie nordique.
L'ancienne aire de jeux Welt der Kinder (univers des enfants), qui datait de 2000, est rénovée en 2016 et devient l'Irlande - Univers des enfants. Le quartier propose un vaste espace pour les familles avec des animations adaptées aux plus jeunes dont trois nouvelles attractions : Ba-a-a Express (kiddie coaster), Old Mac Donald's Tractor Fun (parcours de tracteurs) et Dancing Dingie. L'ancien espace extérieur de toboggans géants est remplacé par une aire de jeux indoor Limerick Castle et par les aires de jeux en extérieur Little Lamb's Land et Dingle Bay. Certaines structures de l'époque sont réutilisées pour être intégrées à l'actuel Limerick Castle. En Irlande, le Limerick Castle est un monument important de Limerick. D'anciennes attractions sont rénovées : le phare Tower Tow, Sheep Rock, Spinning Dragons, Quipse Paddle Boats (petits bateaux), Paul's Playboat (bateau échoué pour explorateurs). Le quartier propose un spectacle avec Euromaus, la mascotte.

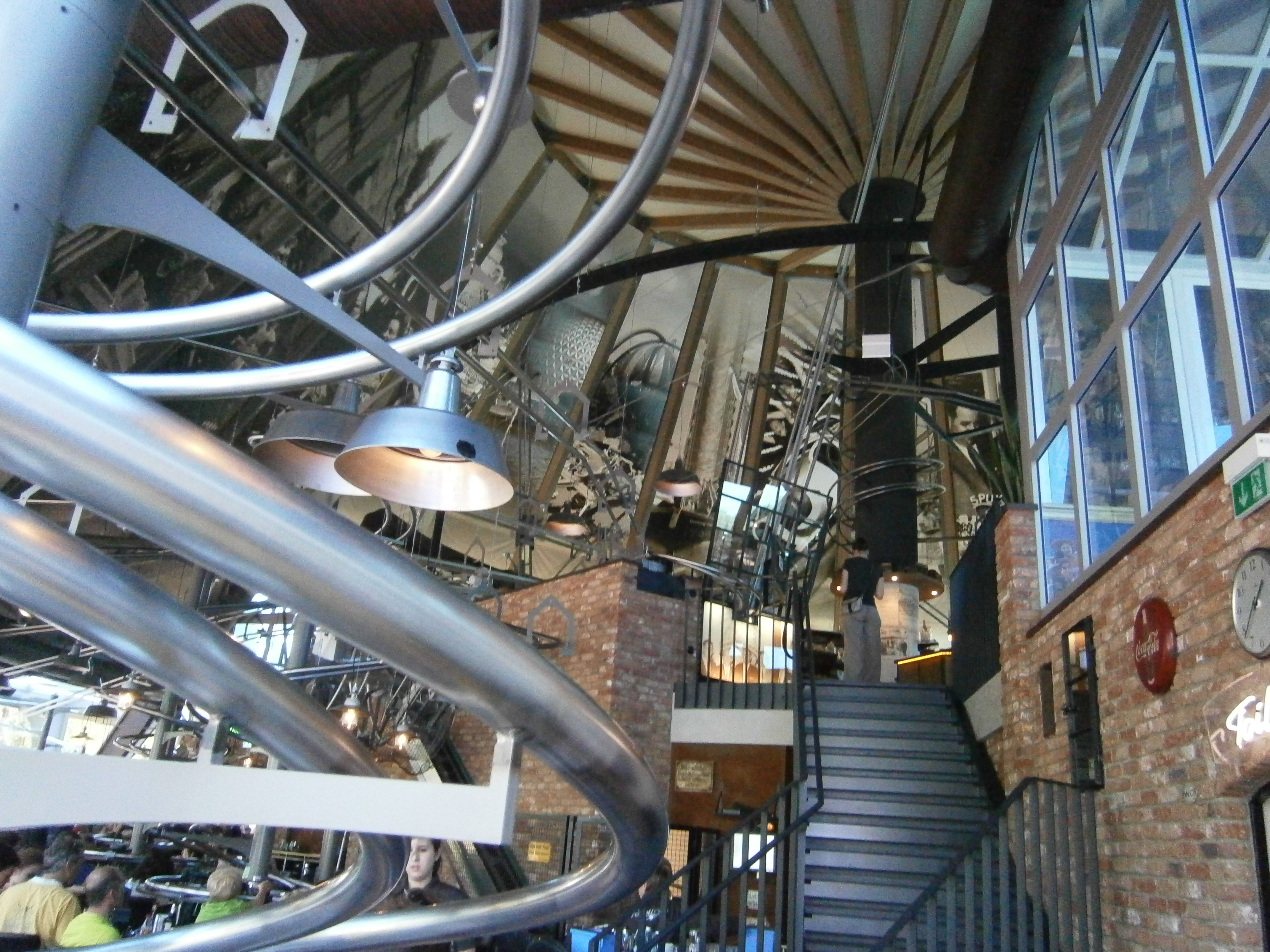
Le restaurant FoodLoop avec son service automatisé.

Le quartier luxembourgeois est situé entre les quartiers russe et néerlandais. Cet espace ouvre en 1990 sous le nom de Lila Chocoland avant d'être intégré en 2010 au quartier britannique jusqu'en 2015. Ce petit quartier accueille l'Historama, le restaurant Food Loop et le monorail.
En 2023, le parc accueille un nouveau quartier, le Liechtenstein, qui hérite du manège des montgolfières, anciennement située dans la zone grecque et qui propose une reproduction miniature du sentier du Liechtenstein.
En 2024, une nouvelle zone thématique voit le jour, autour de la Croatie, avec un nouveau coaster sur le thème de Nikola Tesla et de l'électricité : Voltron Nevera.

### Autres zones
Europa-Park comprend un secteur nommé Abenteuerland (l'univers de l'aventure), créé en 1978 et dont les décors rappellent l'Afrique, avec des bateaux à aubes et des radeaux voyageant dans le royaume d'un roi africain pour y découvrir la jungle et ses animaux. L'attraction est rethématisée en 2022 et appartient désormais à l'Autriche. Le quartier existe encore, avec des restaurants et une place de jeu aquatique.
Europa-Park élargit sa diversité thématique avec les quartiers Grimms Märchenwald (la forêt enchantée Grimm) et Königreich der Minimoys (le royaume des Minimoys). Le premier remplace, en 2012, Märchenallee (allée des contes) qui existait dans le parc depuis sa création en 1975. Il est situé derrière le lac autrichien. Le promeneur peut y suivre les traces de célèbres contes des frères Grimm : Hansel et Gretel, La Belle au bois dormant, Blanche-Neige et Cendrillon. Le second, inauguré en 2014, emprunte la thématique du film Arthur et les Minimoys de Luc Besson. Dans un hall intérieur d'une superficie de 3 000 m2, la zone regroupe trois attractions : Arthur, montagnes russes E-Powered inversées de Mack Rides, Poppy Towers (une mini tour de chute libre) et un petit carrousel Mül-Müls Karussell.

## Attractions

### Montagnes russes
Europa-Park met à disposition des visiteurs quatorze circuits de montagnes russes, dont Silver Star, qui avec ses 73 mètres de haut et ses pointes de vitesse à près de 130 km/h, a été, durant les années 2000, le plus haut circuit de montagnes russes d'Europe,.

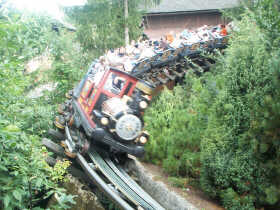
Alpenexpress Enzian.
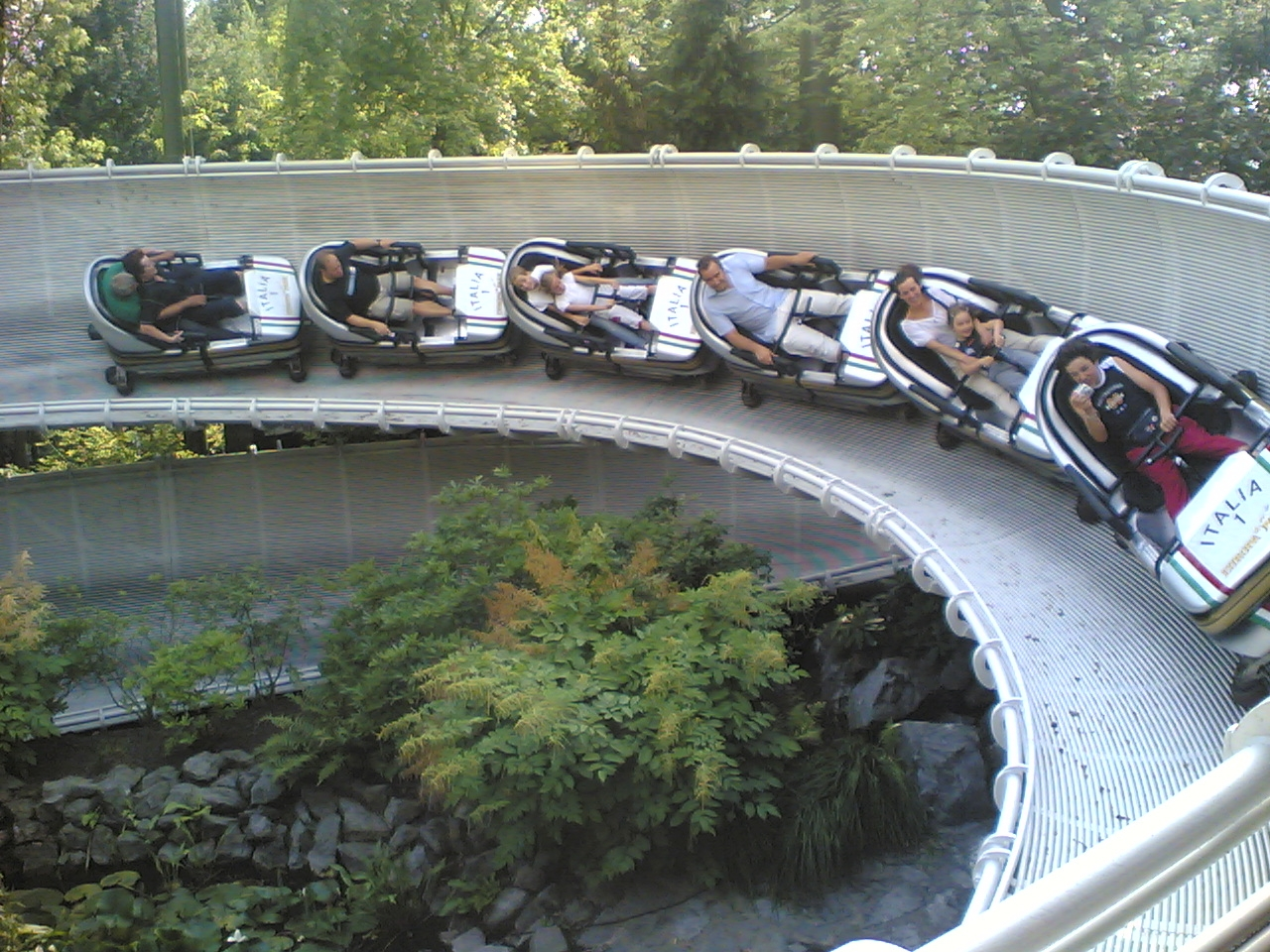
Schweizer Bobbahn.
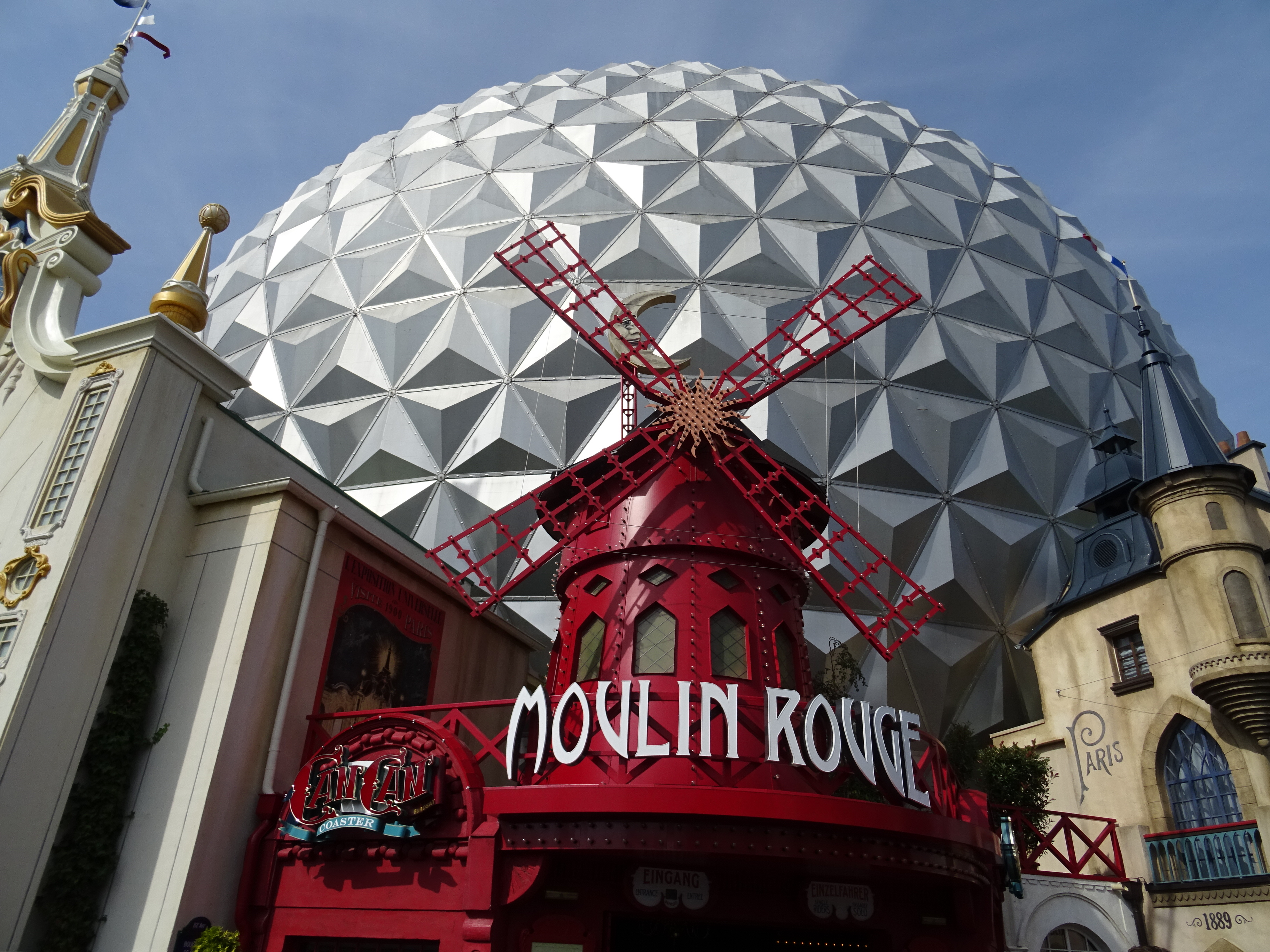
Eurosat CanCan Coaster.
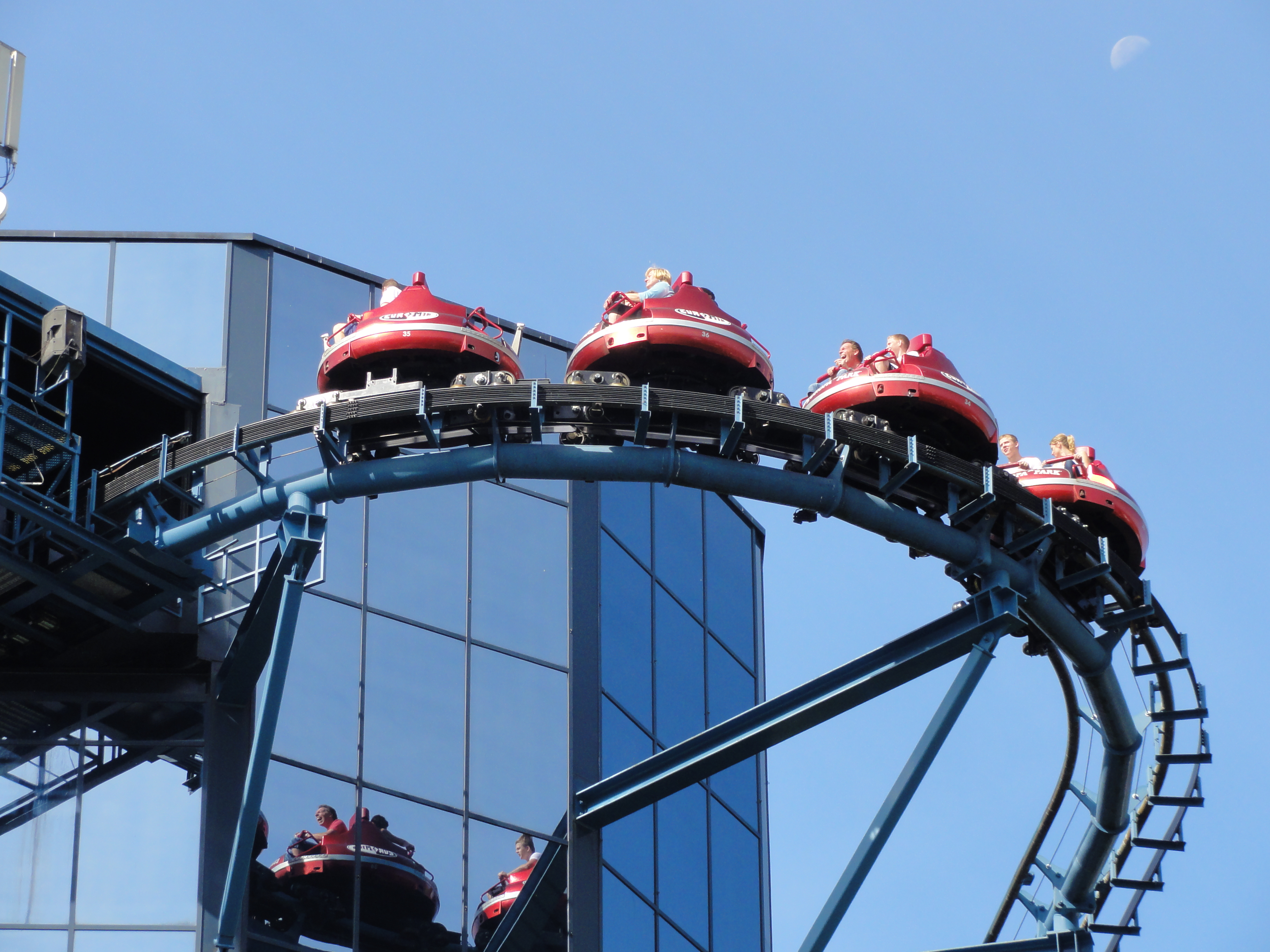
Euro-Mir.
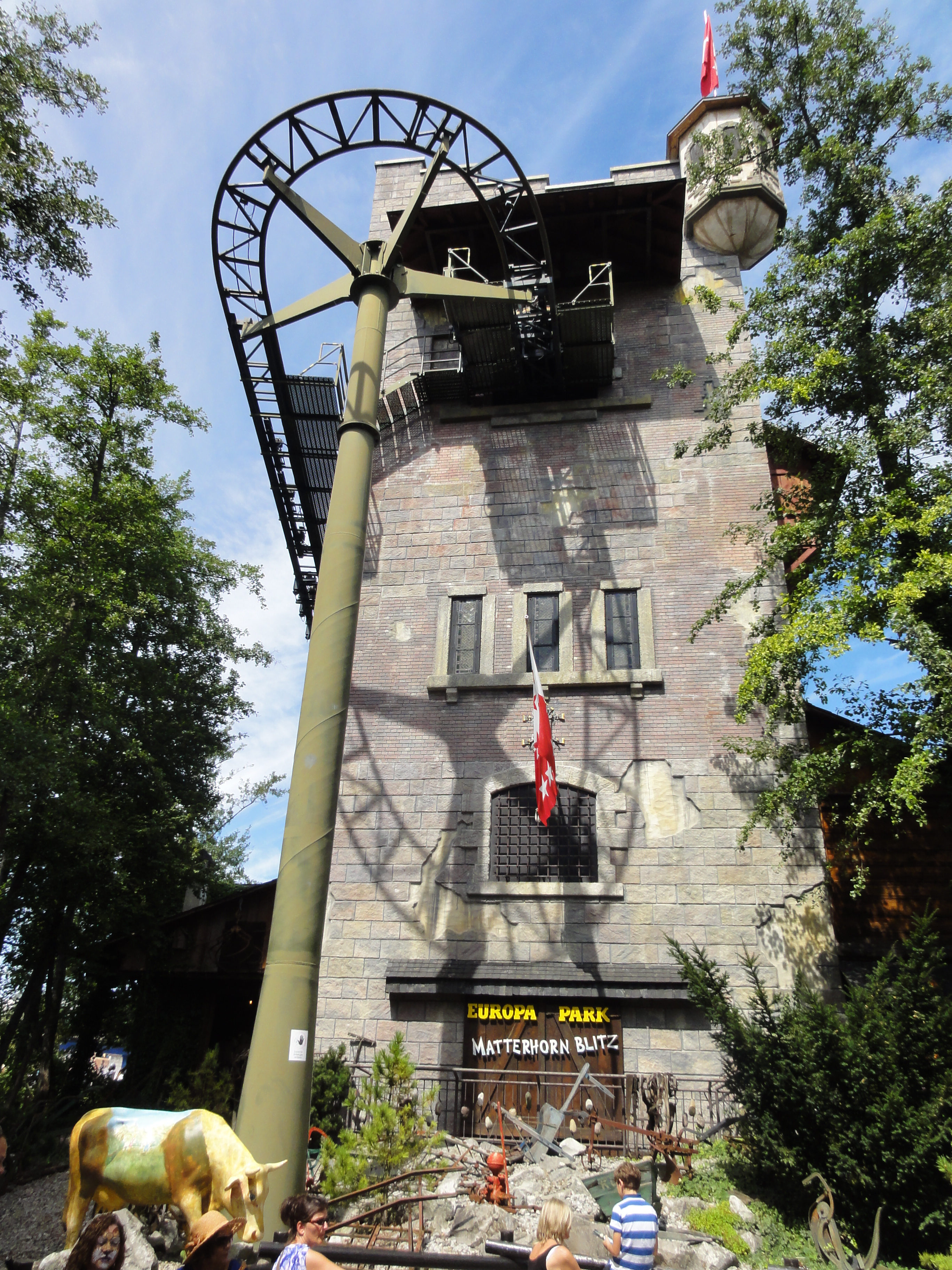
Matterhorn-Blitz.
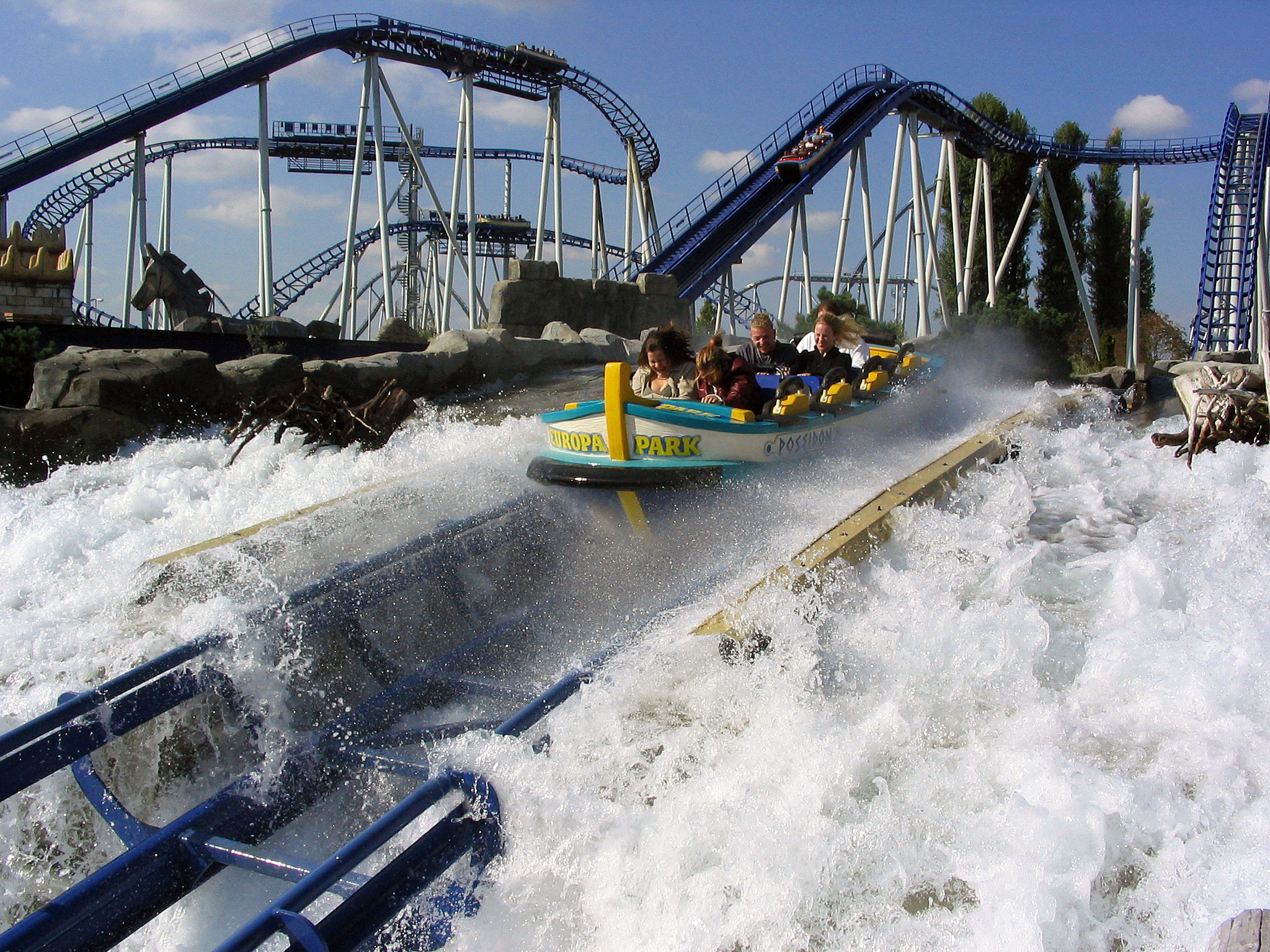
Poseidon.
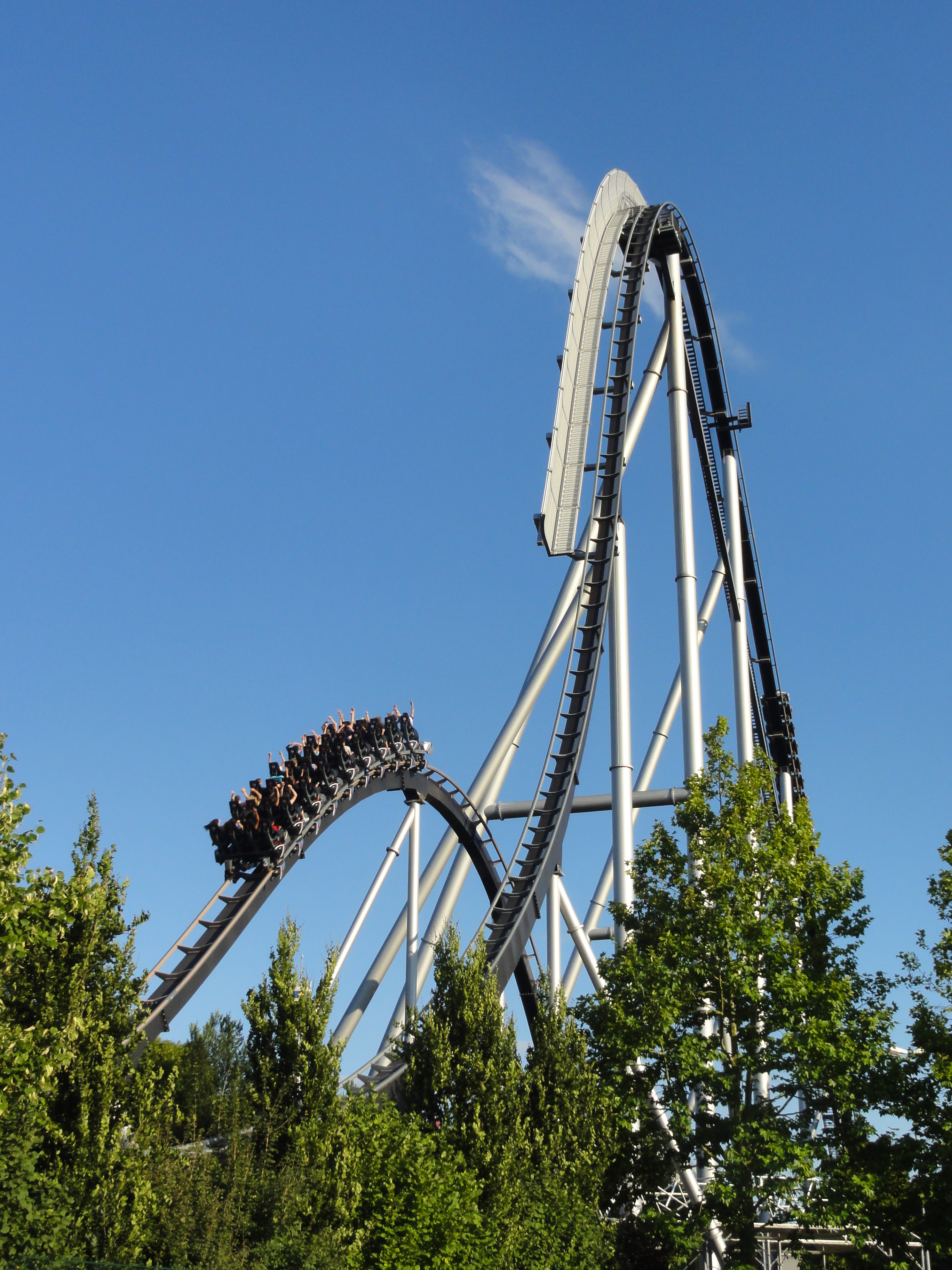
Silver Star.
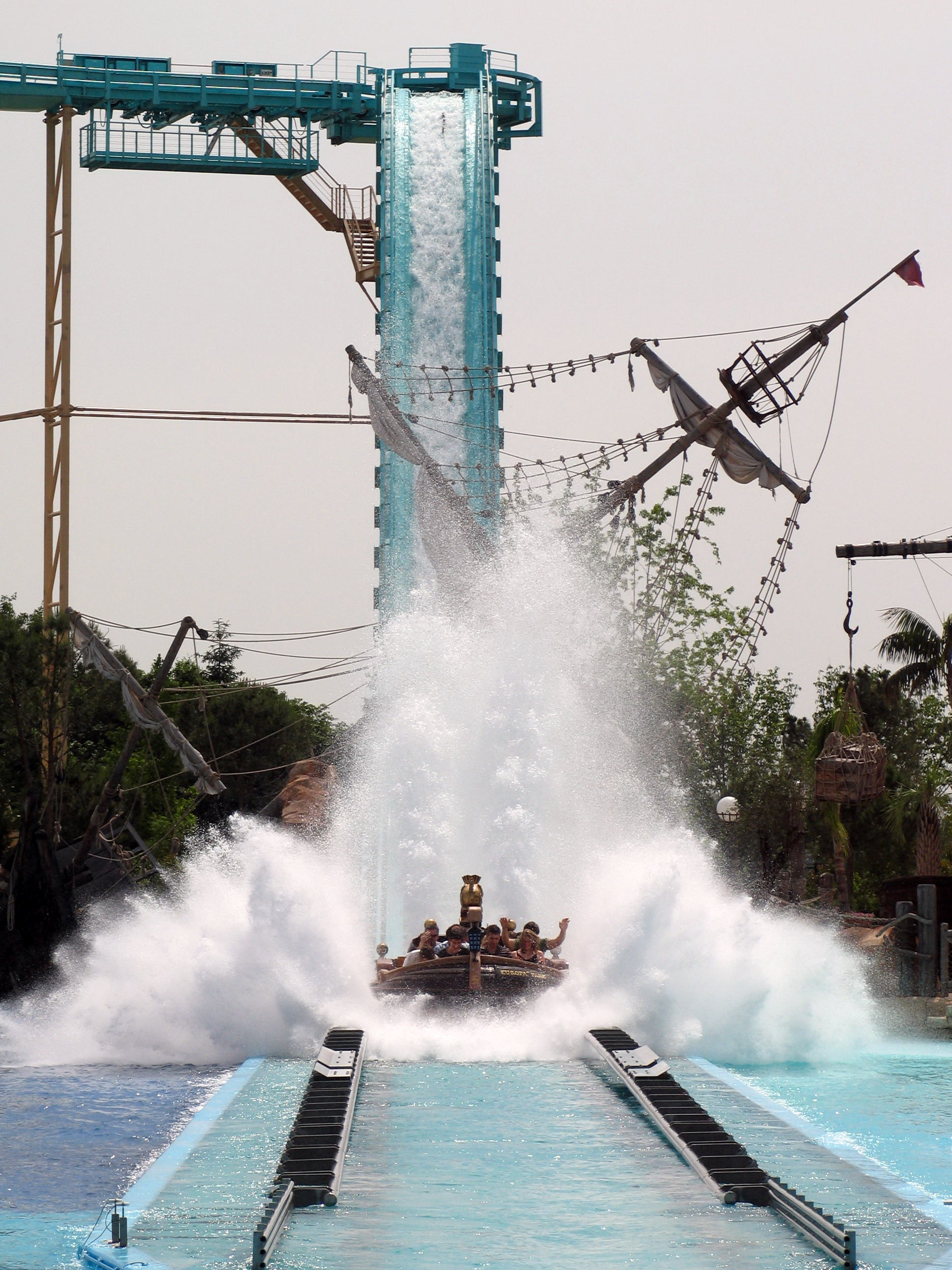
Atlantica SuperSplash.
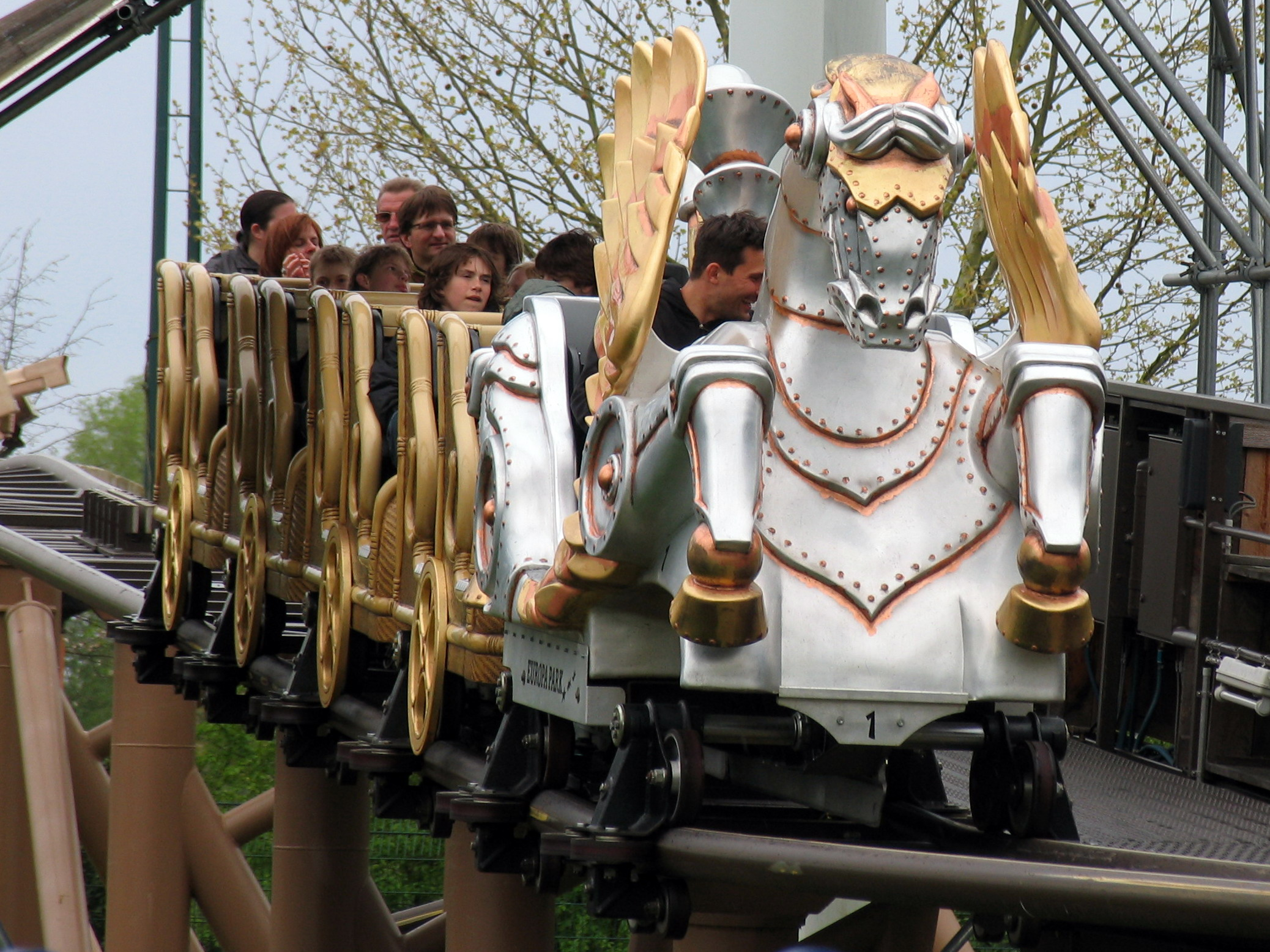
Pegasus.
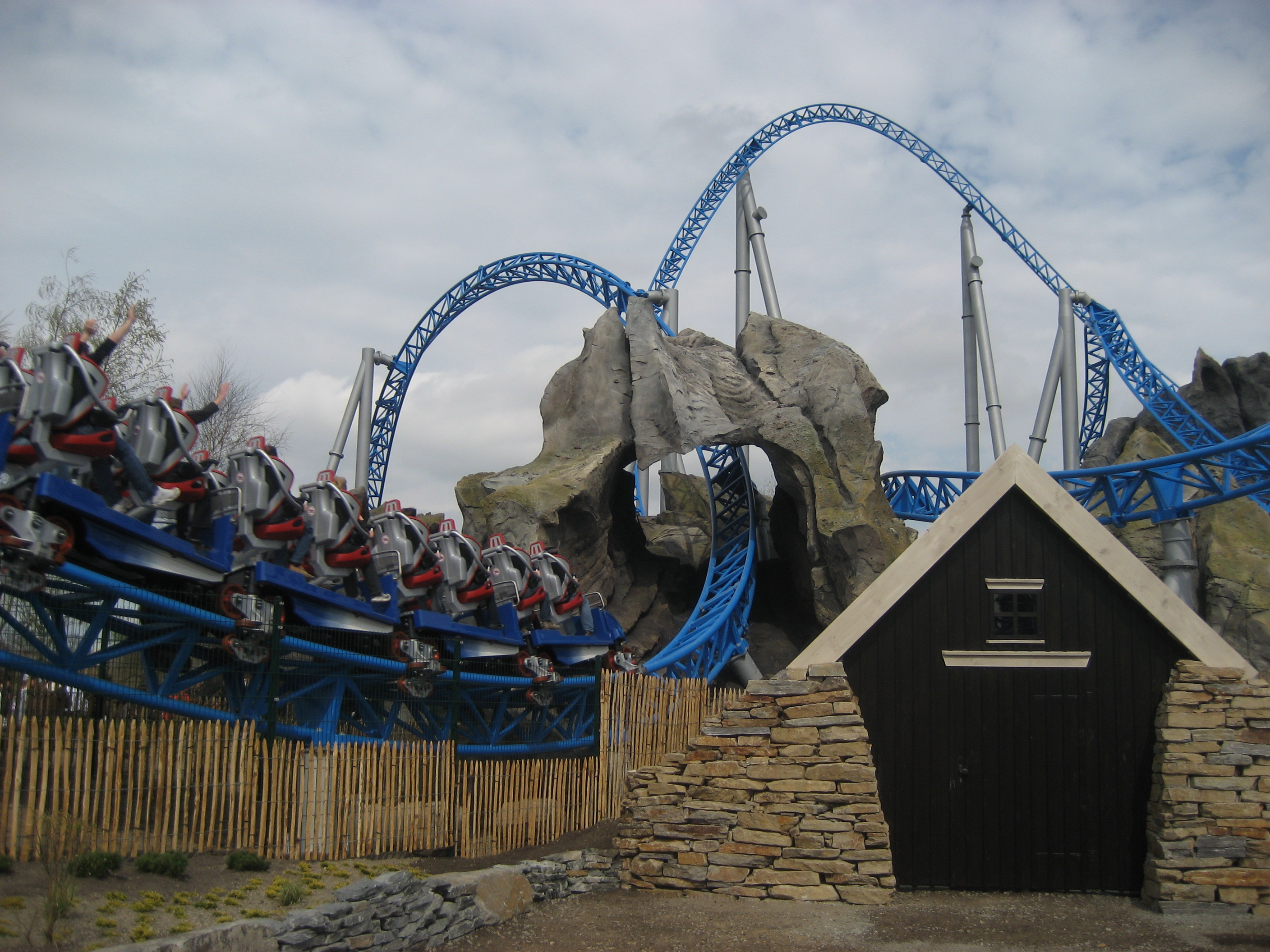
Blue fire Megacoaster.
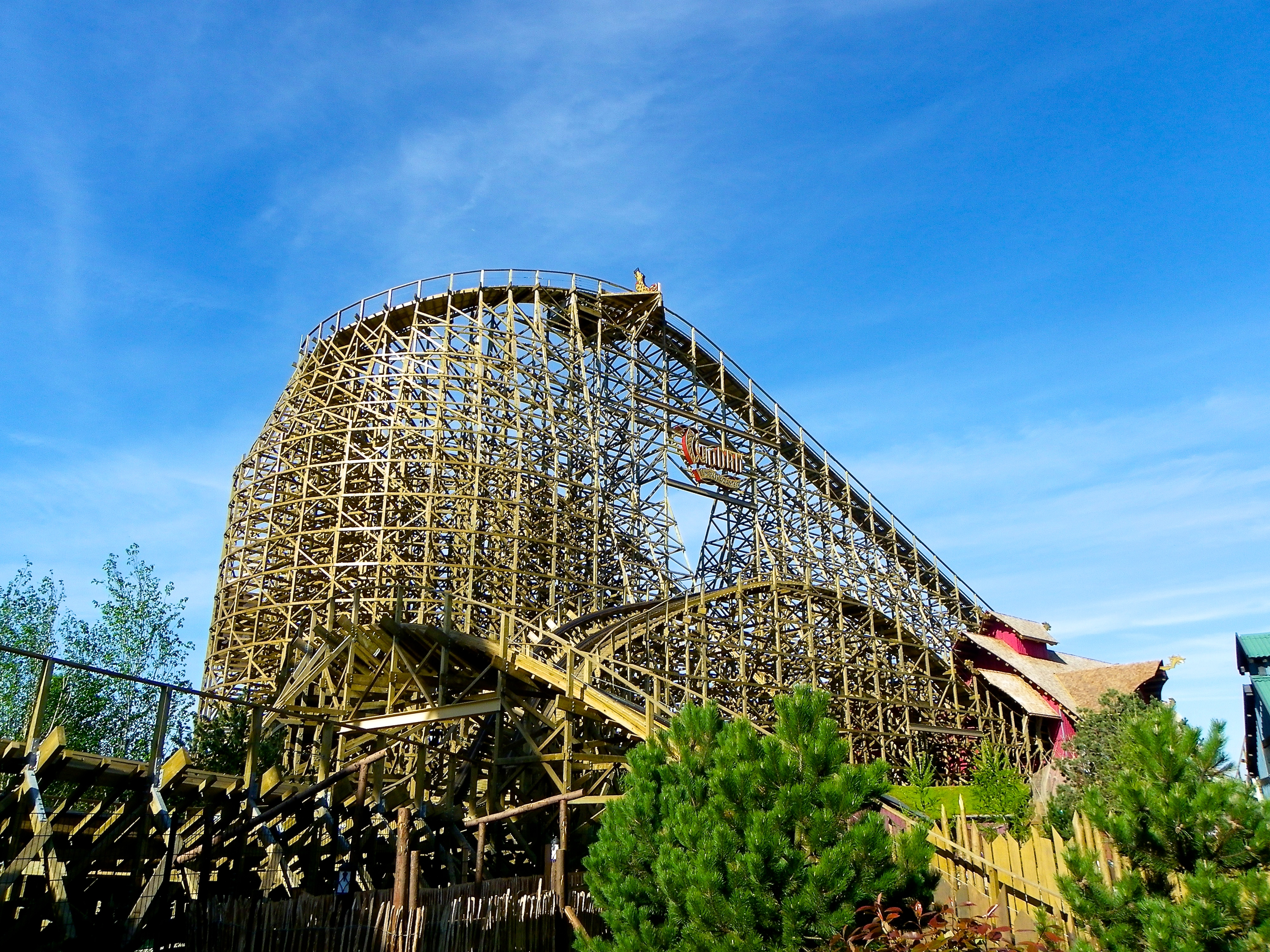
Wodan - Timburcoaster.
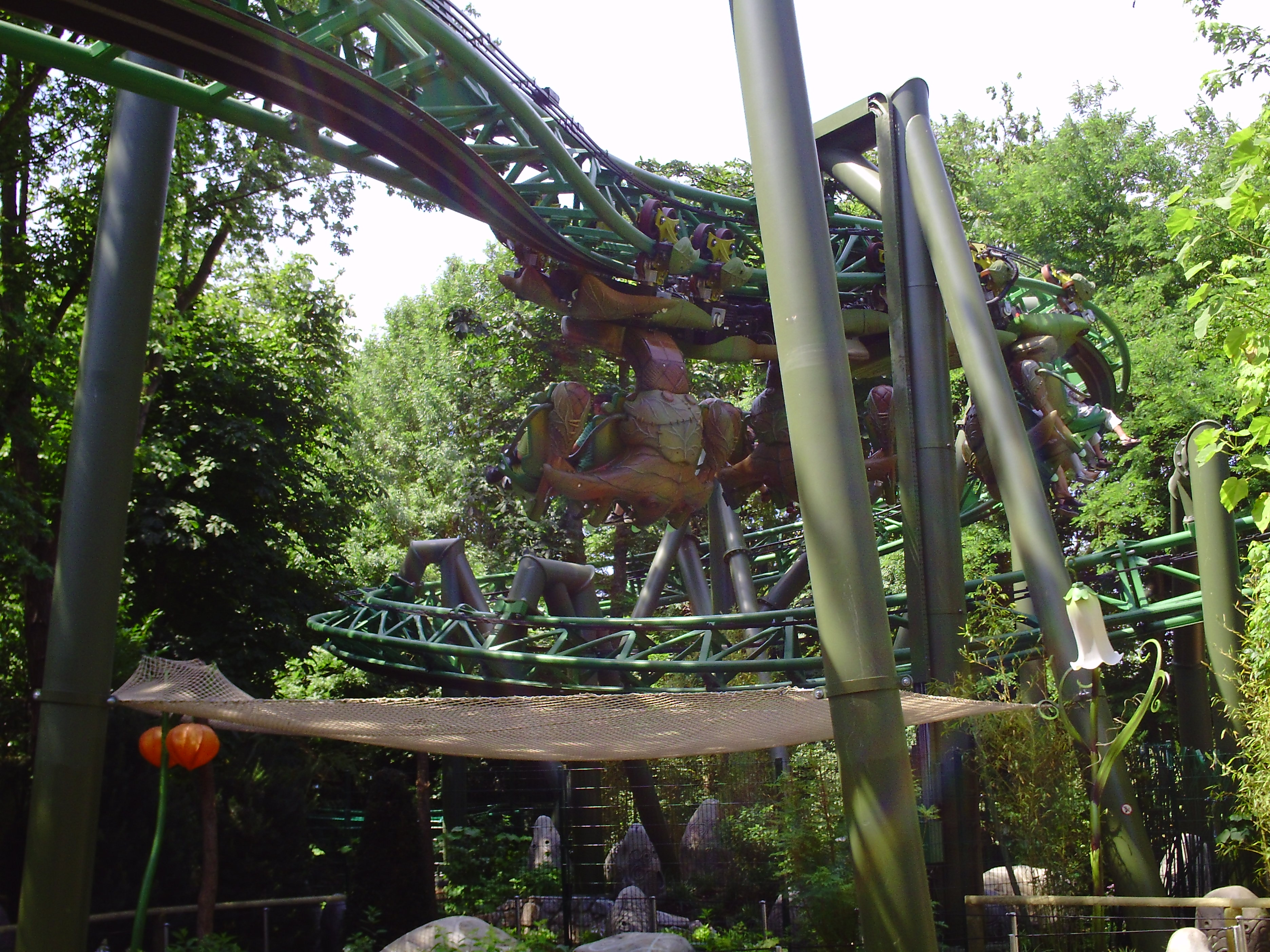
Arthur.
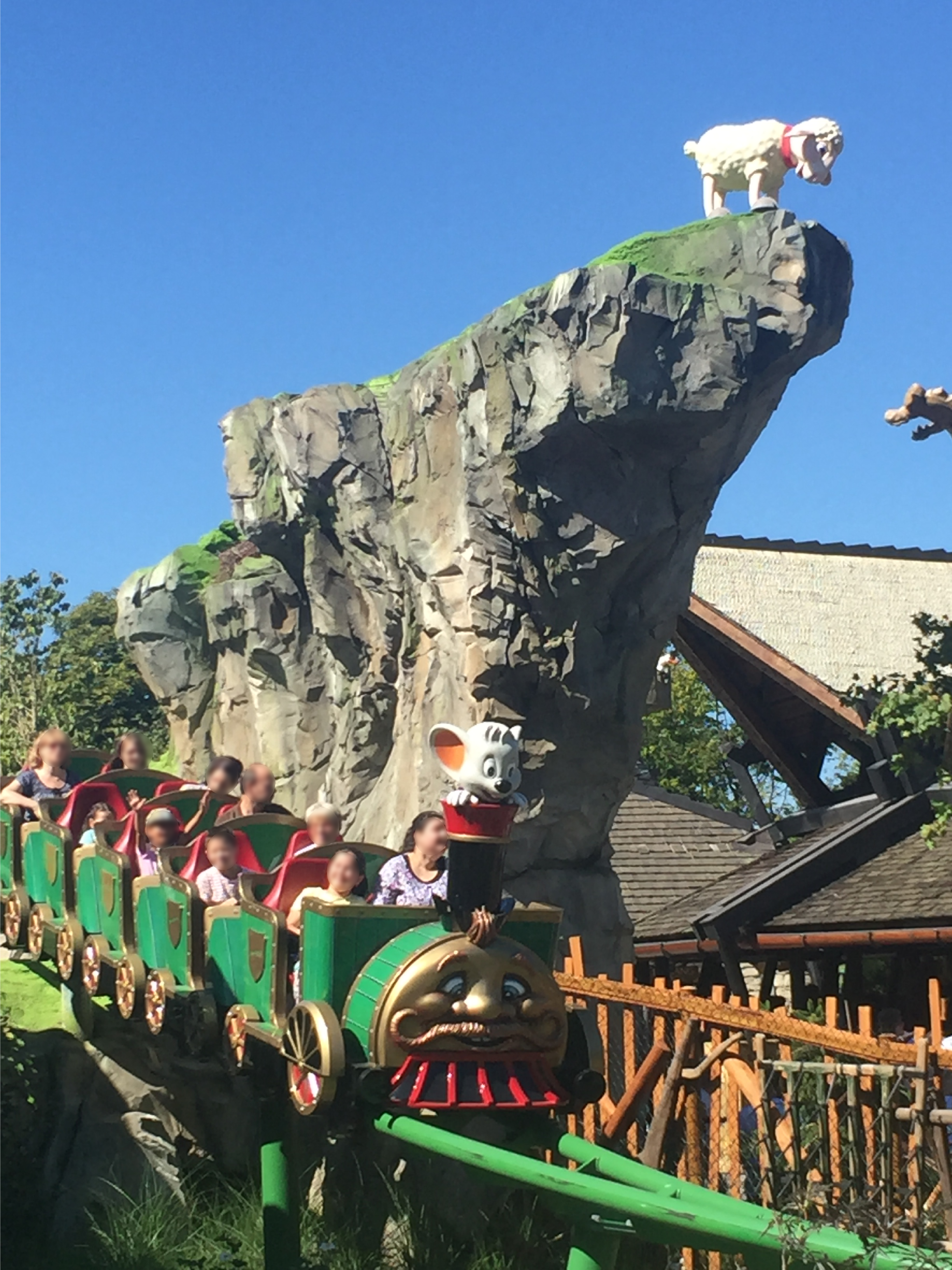
Ba-a-a Express.
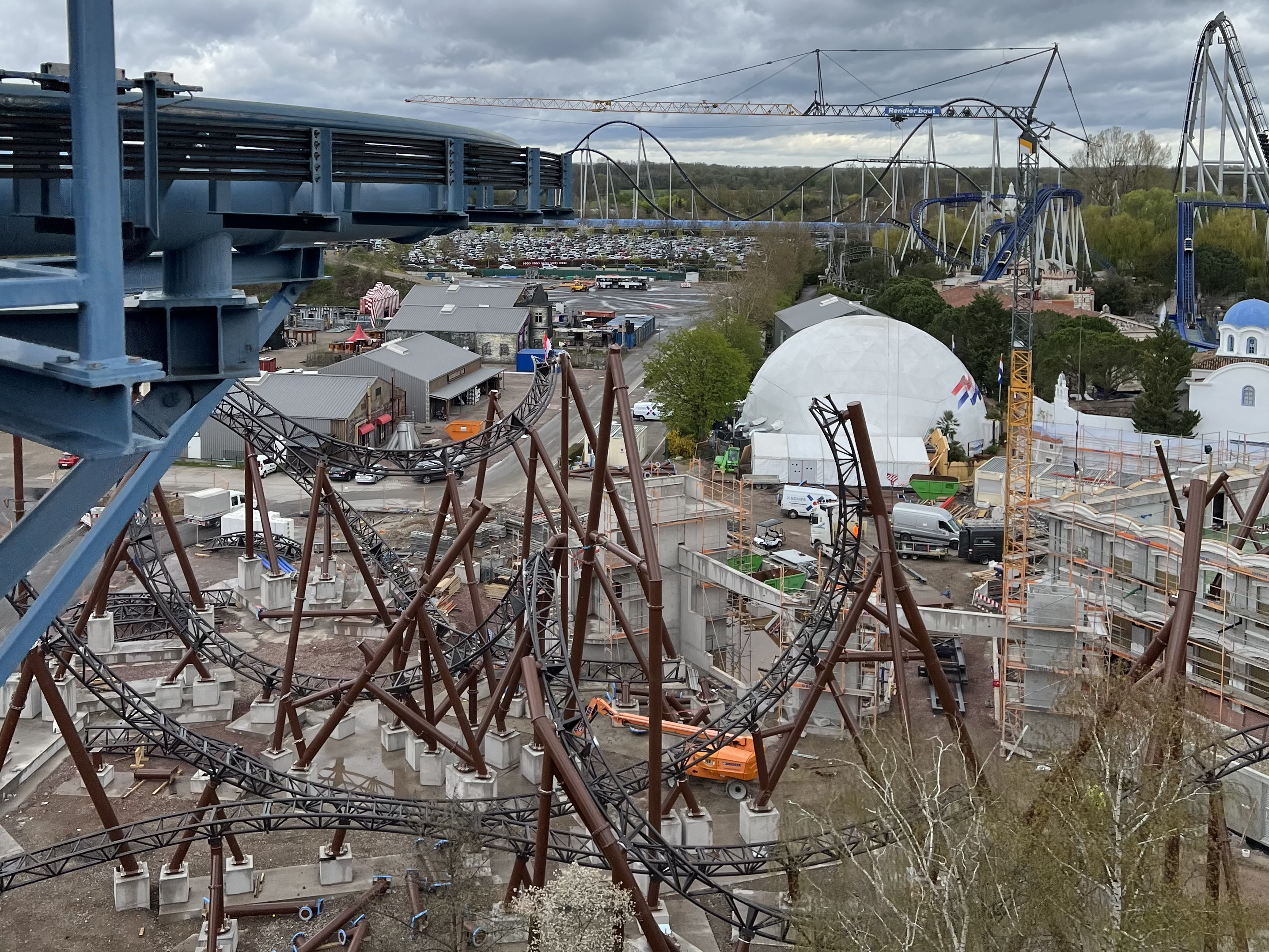
Voltron Nevera.

### Autres
Europa-Park comprend une douzaine de parcours scéniques, parmi lesquels Piraten in Batavia (la grotte des Pirates ou Pirates en Batavie), l'attraction principale du quartier néerlandais qui raconte l'histoire de la Compagnie néerlandaise des Indes orientales, exploitée par des pirates ; Castello dei Medici, le château hanté, dans le quartier italien ; Madame Freudenreich Curiosités qui est une visite d'un cabinet de curiosités habité par des dinosaures ; African Queen dont les deux bateaux lacustres dans le style de la colonisation africaine évoquent le film de 1951 L'Odyssée de l'African Queen ; Marionetten-Bootsfahrt, une promenade nautique dans l'univers des marionnettes ; Abenteuer Atlantis qui propose aux visiteurs la recherche du trésor perdu de l'Atlantide ; Josefinas kaiserliche Zauberreise, une attraction de type tow boat ride pour laquelle des bateaux évoluent sur un lac en suivant un circuit aménagé dans un décor de jardin impérial autrichien (anciennement Dschungel-Floßfahrt (radeaux de la jungle), nouvelle thématisation depuis 2022).
Le parc possède plus d'une dizaine de manèges tels que les avions du Roter Baron (le Baron rouge) ou du Jungfrau-Gletscherflieger ; Fliegende Holländer (le Hollandais volant), nommé en hommage au vaisseau fantôme Hollandais volant ; Crazy Taxi, un Demolition Derby reproduisant six taxis londoniens ; Mül-Müls Karussell (la ronde des Mül-Müls), composé de drôles d’animaux en forme de gros pompons blancs que l'on peut chevaucher dans leur cage géante.
Europa-Park propose également des attractions pendulaires comme Fluch der Kassandra (la malédiction de Cassandre). Construit par l'entreprise Mack sur le modèle de la Mad House de l'entreprise Vekoma, il s'agit d'une grande balançoire dans laquelle le passager oscille d'avant en arrière selon un angle de 30°. Cependant, l'ensemble du décor tourne autour de la balançoire donnant l'impression au visiteur qu'il fait des tours complets. Des effets spéciaux sont ajoutés en 2006.
La Tower Tow est une tour où il faut tirer sur une corde pour se hisser et profiter de la vue. Il s'agit d'une chute libre.
Dans le parc se trouvent quatre circuits de voitures sur rail comme Silverstone-Piste (circuit de Silverstone), qui permet de prendre le volant d'une voiture de course imitant celles du circuit anglais de formule 1 et Oldtimer-fahrt (le parcours de tacots) qui rassemble des voitures anciennes (des imitations de Ford T) évoluant à une vitesse limitée, mais qui suivent un rail servant à la fois au guidage et à l'alimentation électrique des véhicules.
Les visiteurs du parc peuvent aussi conduire des autos-tamponneuses.
Les principales attractions bouées et bûches d'Europa-Park sont Tiroler Wildwasserbahn (la descente des rapides du Tyrol), une attraction de type bûches dans le décor du Tyrol, et Fjord Rafting, une attraction de type bouées dans un décor de fjords norvégiens.

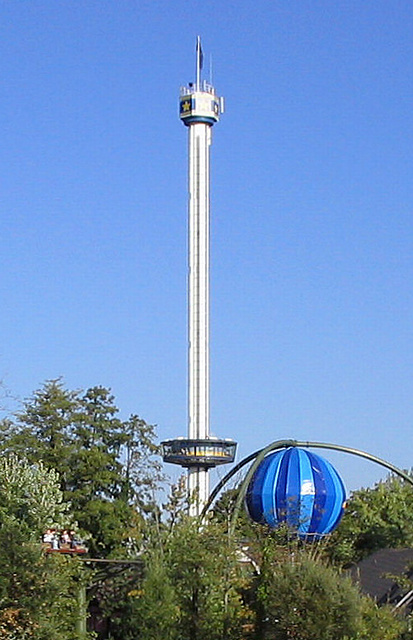
Euro-Tower

Du constructeur Intamin, Euro-Tower est une tour d'observation de 76 mètres de haut. En 1980, elle était l'une des principales attractions de Grün 80 (exposition suisse de jardinage et d'aménagement paysager) à Münchenstein, ensuite déménagée au Bundesgartenschau (spectacle hortico-culturel fédéral) de 1981 à Cassel alors en Allemagne de l'Ouest, puis en 1982 à l'exposition agricole Floriade à Amsterdam aux Pays-Bas,.
Europa-Park comprend plusieurs aires de jeux destinées aux enfants. Deux d'entre elles font partie d'un quartier inauguré en 2014. Sur une superficie de 3 500 m2, se dresse un hall de 16 m de haut : le royaume d'Arthur, héros du film Arthur et les Minimoys de Luc Besson qui a coûté 25 millions d'euros. L'attraction Minos Spielecke (aire de jeux de Mino) reconstitue les aventures d'un enfant dans un monde de lutins. Elle vise en particulier la clientèle française qui représente 1,2 million de visiteurs en 2014,.
Europa-Park proposait quelques attractions fermées depuis, telles que la maison hantée Baron William's Mystery Hall (quartier anglais, 1991-2007), des bateaux tamponneurs évoluant sur un plan d'eau et un simulateur de vol du constructeur Thompson appelé Kamtschatka Airline Klub (quartier autrichien, 1998-2006) et qui recrée un vol fictif vers la péninsule volcanique russe du Kamtchatka.

## Spectacles, parades et cinéma 4-D
Le parc propose quatre expositions thématiques et une vingtaine de spectacles différents, dont des spectacles son, lumière et cinématographique, de patinage artistique, de variétés ou de flamenco, le théâtre de marionnettes, le théâtre pour enfants et le spectacle de marionnettes. Une parade a lieu quotidiennement.
L'un de ces spectacles était le théâtre rotatif Zeitreise, un théâtre circulaire divisé en six sections, les sièges des spectateurs tournant autour du théâtre et chaque spectateur voyant une section après l'autre. Pour le 35e anniversaire du parc le 12 juillet 2010, le théâtre est repensé et rebaptisé Europa-Park Historama - Die Show pour montrer l'histoire du parc avec des effets 4-D et une vue à 180°. Depuis la saison estivale 2018, le théâtre tournant sert de « centre de prévisualisation » pour le parc aquatique Rulantica, en construction à l'époque.
En avril 2012, le parc fait l’acquisition du carrousel-salon Eden Palladium, datant de 1909, un manège et un bâtiment démontables, installé auparavant à l’Écomusée d'Alsace à Ungersheim. Comparable à l'exemplaire d'Efteling, l'attraction est premièrement exploitée sur les foires. Elle est proposée dès 1974 à Flevohof, qui devient en 1994 Walibi Flevo et est connu sous le nom Walibi Holland depuis 2011,,. Il était le dernier carrousel-salon de France. Restauré et remis en état de marche, il est installé dans le Confertainment Center et n'est accessible que lors d'événements particuliers,,,.
Le parc possède également un cinéma 4-D qui est également usité comme cinéma diffusant des films actuels en version allemande.
Des constructeurs Brogent Technologies et Kraftwerk, Voletarium est le plus grand Flying Theater d'Europe et transporte 1 400 passagers par heure. Depuis quelques années, plusieurs concerts de vedettes allemandes ou internationales se déroulent également dans le parc.

## Évènements et festivités

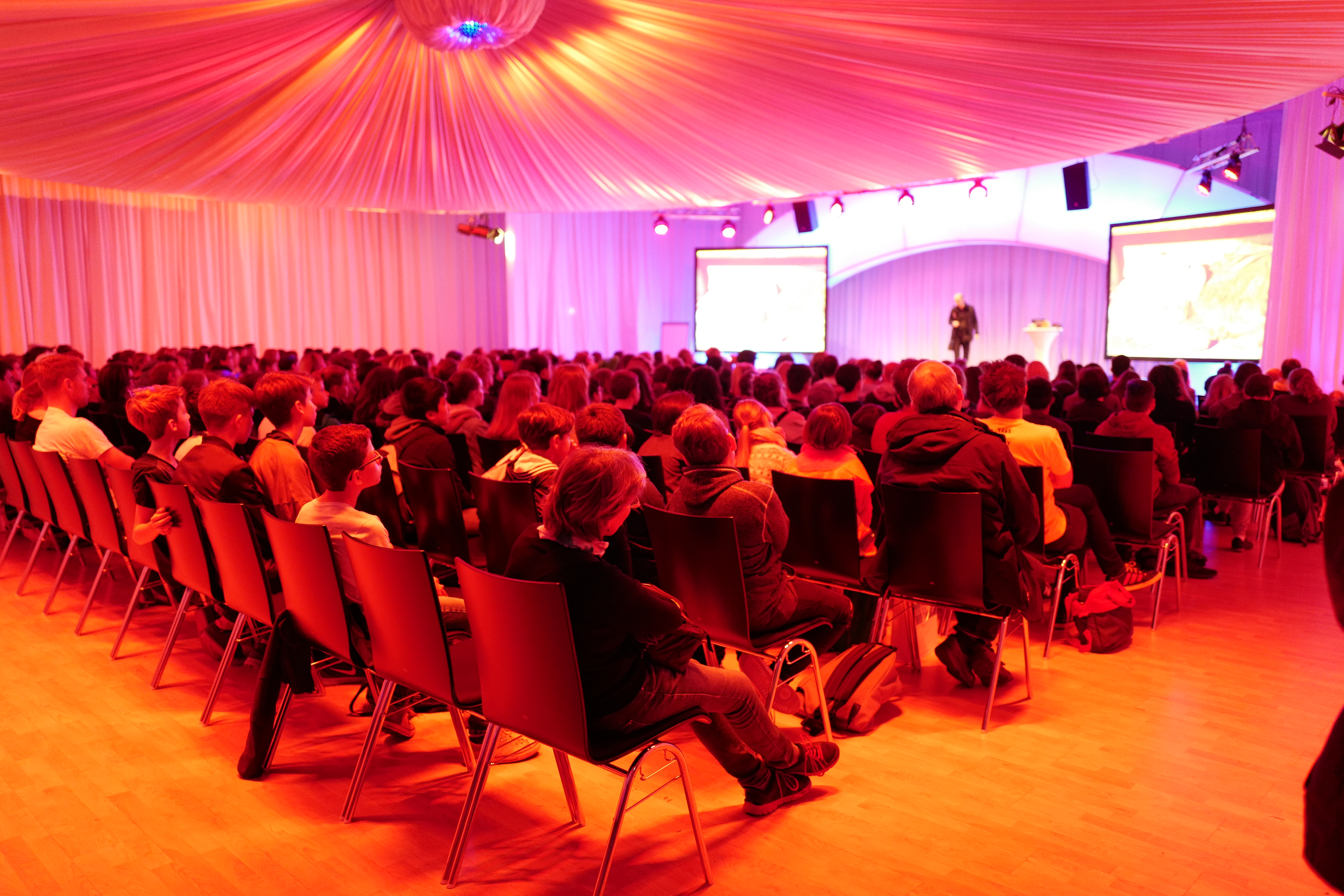
Journées scientifiques : discours et spectacles de scientifiques professionnels pour les enfants à Europa-Park à Rust, Allemagne.

### Horror Nights: Traumatica
Les Terenzi Horror Nights (THN) sont un évènement organisé dans les allées du parc pendant la période de Halloween. Ayant vu le jour en 2006, cet évènement est le fruit de la collaboration d'Europa-Park avec Marc Terenzi. Il prend la forme de soirées pendant lesquelles des acteurs maquillés pour l'occasion déambulent dans les allées pour effrayer les visiteurs. De nouvelles attractions sont ouvertes pour l'occasion, notamment deux maisons de l'horreur. L'évènement est renouvelé les années suivantes. En 2013, l'évènement sans l'implication de Marc Terenzi, prend une nouvelle appellation, Horror Nights. En 2017, l'évènement est rebaptisé Horror Nights - Traumatica et dispose de cinq maisons hantées. Cet évènement se déroule en soirée en dehors du parc.

### Noël à Europa-Park
Lors de la saison 2001/2002, Europa-Park a également ouvert pour la première fois pour une saison hivernale. Le nombre de visiteurs à l'époque était de 180 000 et est passé à près de 500 000 dix ans plus tard. Le parc s'adapte à la saison : patinoire, piste de ski bob, grand marché et décorations de Noël ainsi qu'une grande roue construite pour l'occasion.
Depuis 2005 le complexe de loisirs organise dans le cadre de sa promotion un rassemblement annuel de pères Noël peu avant la fête de Noël. Les visiteurs du parc sont invités ce jour-là à se déguiser en père Noël afin de bénéficier d'un tarif préférentiel. En 2006, le record, enregistré au livre Guinness des records, de 10 128 pères Noël réunis est comptabilisé. La manifestation du 1er décembre 2007 réunit 2 520 pères Noël. La recette de la journée est reversée à une association prodiguant des soins aux enfants malades du cœur de pays du tiers monde.
Plusieurs attractions, essentiellement aquatiques, sont fermées pendant la saison hivernale, comme Poseidon ou Atlantica SuperSplash.
Blue Fire Megacoaster (depuis 2012), Silver Star (depuis 2017) et Wodan - Timburcoaster (depuis 2014) fonctionnent également en hiver si le temps le permet,.

### Autres
Chaque année en février, l'Euro Dance Festival (de), plus grand festival européen de danse a lieu dans le parc. Pendant 4 jours, dans 14 salles et sur une surface de 8 000 m2, environ 300 leçons de danse sont dispensées avec quatre niveaux différents allant des débutants aux professeurs de danse. Le festival est surtout connu pour son large éventail de styles de musique et de danse : danse de salon, tango argentin, swing, hip-hop et break dance. Chaque fin de journée se termine par un spectacle de danseurs professionnels et un bal pour tous les participants. Le salon présente en outre les dernières tendances en matière de mode, d'éclairage et d'ingénierie du son.
Immer wieder sonntags (tous les dimanches en français) est une célèbre émission musicale outre-Rhin. Elle se déroule à Europa-Park tous les dimanches matin pendant les mois d'été. Des artistes de schlager, de musique traditionnelle mais également des comiques s'y produisent. Elle est diffusée sur Das Erste, première chaîne de l'audiovisuel public fédéral allemand.
Depuis 2002, l'éléction de Miss Allemagne est organisée à Europa-Park.

## Données économiques et opérationnelles
Le chiffre d'affaires d'Europa-Park est de 103 millions d'euros en 1999. Il emploie alors trois cents salariés permanents et atteint un total de 1 900 employés sur l'année.
En 2005, trente ans après son ouverture au public, 90 % des attractions d'Europa-Park sont fournies par l'entreprise familiale Mack Rides. Sa stratégie de développement conduit à une diversification sectorielle vers les métiers de l'hôtellerie, la restauration collective, la production télévisuelle et d'autres activités commerciales et de conseil.
En 2012, le chiffre d'affaires d'Europa-Park est de 300 millions d'euros. Il s'accompagne, la même année, d'un investissement de 50 millions d'euros consacré à construction d'un nouvel hôtel. Les nouveautés inaugurées en l'année 2014 représentent une dépense de 25 millions d'euros. En 2015, Europa-Park débourse quinze millions d'euros pour ses attractions nouvelles.
En 2014, Europa-Park atteint les cinq millions de visiteurs, soit 2 % de plus qu'en 2013. C'est le deuxième parc européen le plus visité derrière Disneyland, situé en France. Europa-Park se présente comme le parc saisonnier le plus visité au monde,.
Le personnel est à 50 % francophone sur les 3 600 employés, ces salariés français du parc vivent majoritairement en Alsace. Le parc de loisirs crée plus de 8 000 emplois indirects.
Fréquentation annuelle 

250 000 (1975)
700 000 (1976)
800 000 (1977)
1 000 000 (1978)
1 000 000 (1979)
1 000 000 (1980)
1 100 000 (1981)
1 100 000 (1982)
1 100 000 (1983)
1 120 000 (1984)
1 300 000 (1985)
1 400 000 (1986)
1 500 000 (1987)
1 600 000 (1988)
1 700 000 (1989)
1 800 000 (1990)
2 000 000 (1991)
2 100 000 (1992)
2 200 000 (1993)
2 300 000 (1994)
2 400 000 (1995)
2 500 000 (1996)
2 700 000 (1997)
2 700 000 (1998)
3 000 000 (1999)
3 000 000 (2000)
3 280 000 (2001)
3 550 000 (2002)
3 600 000 (2003)
3 700 000 (2004)
3 900 000 (2005)
4 000 000 (2006)
4 000 000 (2007)
4 000 000 (2008)
4 250 000 (2009)
4 250 000 (2010)
4 500 000 (2011)
4 600 000 (2012)
4 900 000 (2013)
5 000 000 (2014)
5 500 000 (2015)
5 600 000 (2016)
5 700 000 (2017)
5 720 000 (2018)
5 750 000 (2019)
2 500 000 (2020)
3 000 000 (2021)
5 400 000 (2022)
6 000 000 (2023)
La position du parc, aux confins de la France, de l'Allemagne et de la Suisse et au cœur d'une grande région urbaine, sert l'objectif de vision européenne affiché par ses dirigeants.

### Mack Rides
Les ateliers Mack Rides sont situés dans la ville allemande de Waldkirch. C’est là que sont élaborées la grande majorité des attractions que compte le parc. La famille Mack destine 95 % de ses réalisations à l’exportation ; son chiffre d’affaires fluctue entre 17 et 20 millions d’euros.

### Mack Media
Europa-Park crée en 2002 une société de création cinématographique et de jeux vidéo nommée MackMedia et dirigée par le fils de Roland Mack, Michael Mack, également directeur de Mack Rides. En 2015, MackMedia dépose la marque Coastiality, une technologie de réalité virtuelle à bord de montagnes russes. En 2017, ils créent MackMusic qui réalise des musiques de films, d’attractions ou encore des versions plus événementielles. Leurs compétences en production vidéo et musicale se combinent dans les clips musicaux. La société dispose de ses propres studios de cinéma et produit plus de 200 émissions télévisées par an.
À propos des licences médiatiques et de la question de la propriété intellectuelle dans les parcs, le rapport de la Themed Entertainment Association réalisé par Aecom souligne : « Toutefois, les marchés les plus établis [de parc d'attractions] d'Europe occidentale aiment beaucoup leurs [licences et] propriétés intellectuelles locales, comme le démontre par leur vigueur Europa-Park, Tivoli et Efteling. »